# Intronizzazione dell'imperatore del Giappone

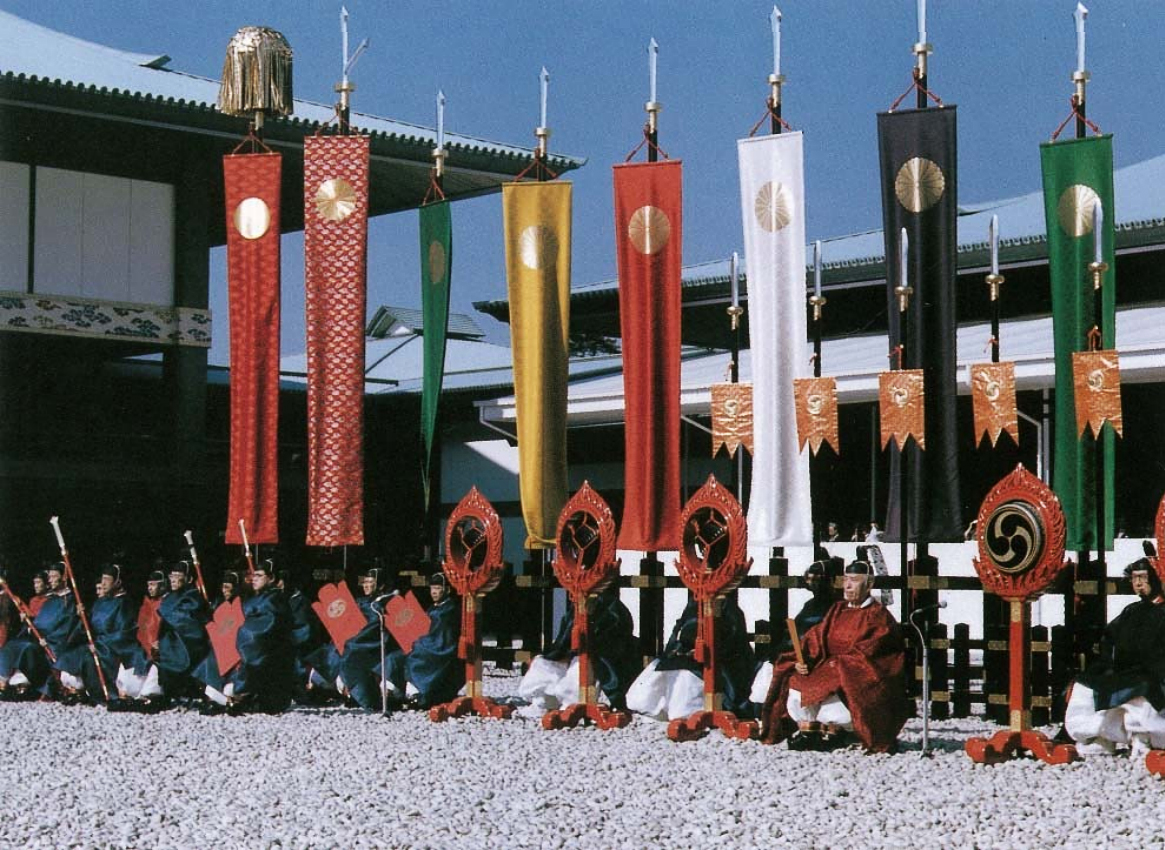
Stendardi, gong, tamburi e lance cerimoniali allineati nel cortile del palazzo imperiale.

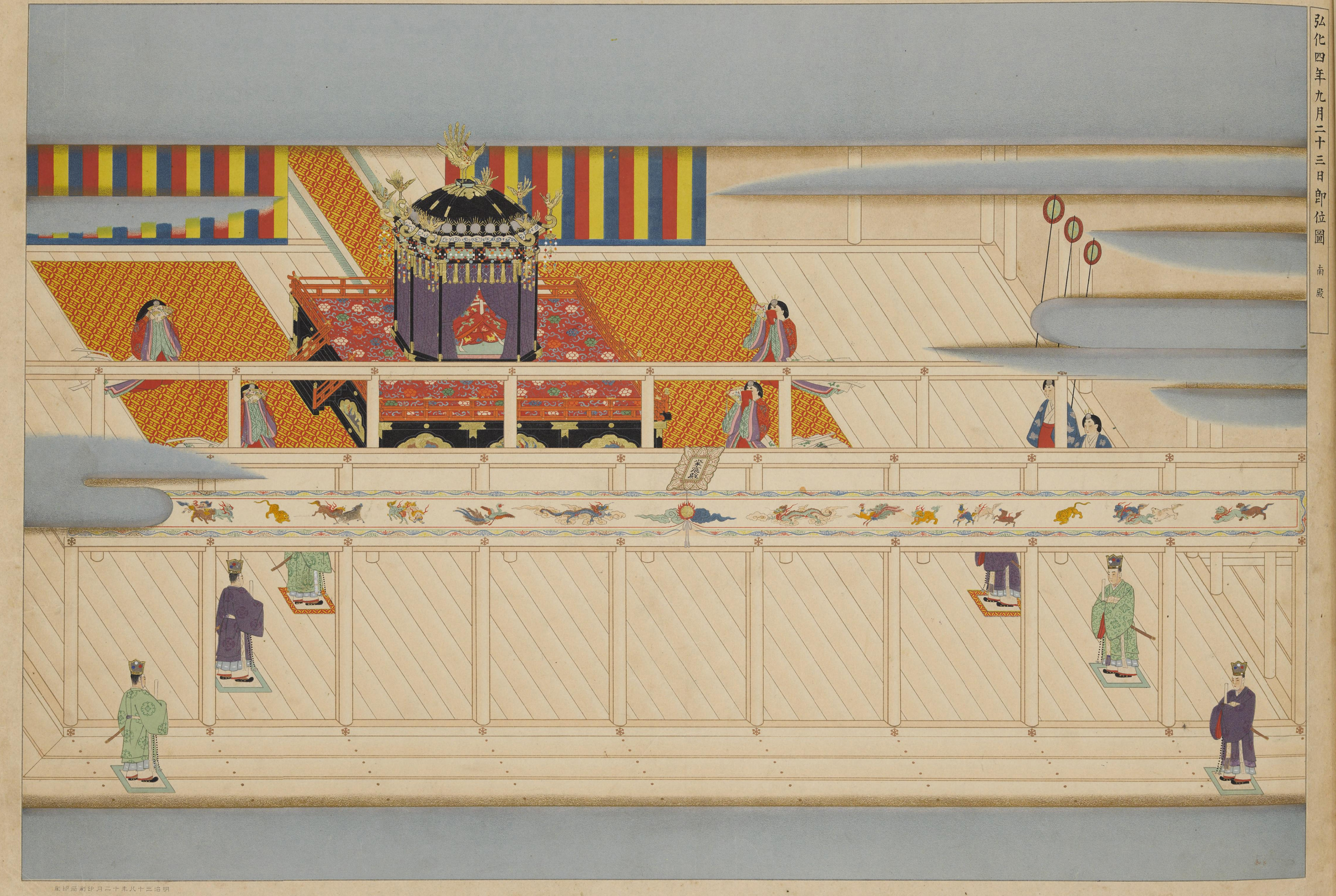
Cerimonia di intronizzazione dell'imperatore Kōmei allo Shishinden del palazzo imperiale di Kyoto

La cerimonia di intronizzazione (即位の礼?, sokui no rei) è una serie di atti di Stato volta ad annunciare sia all'interno del Paese sia all'estero che un nuovo imperatore ha ereditato il trono del Giappone in seguito alla morte o all'abdicazione del suo predecessore, ed è il più alto rituale imperiale.
La cerimonia centrale, la cerimonia di insediamento pubblico (即位礼正殿の儀?, sokuirei-seiden no gi), è l'equivalente della cerimonia di incoronazione e della cerimonia di intronizzazione vere e proprie in altri paesi.
Dopo la cerimonia di intronizzazione si tiene il rituale del daijōsai (大嘗祭?) per ringraziare per l'abbondante raccolto e pregare affinché si protragga per tutto il regno del nuovo imperatore. Tutte le cerimonie legate all'intronizzazione sono collettivamente note come grandi cerimonie (御大礼?, gotairei o 御大典?, gotaiten).

## Panoramica
Anticamente, l'intronizzazione era un processo semplice incentrato sulla declamazione di un discorso (寿詞?, yogoto) agli dei e sull'offerta di un sigillo sacro (神璽?, shinji), ma durante il periodo Heian la cerimonia di eredità del trono (践祚の儀?, senso no gi), in cui il principe ereditario riceve il titolo di imperatore, e la cerimonia di intronizzazione (即位の礼?, sokui no rei), in cui il nuovo imperatore viene annunciato pubblicamente, iniziarono ad essere celebrate separatamente.
In passato, si pensava che la cerimonia di intronizzazione fosse un rituale importato perché le cerimonie documentate a partire dal periodo Heian avevano forti influenze cinesi, ma ricerche successive hanno dimostrato che si tratta di una cerimonia identica alle celebrazioni di capodanno descritte nell'Engishiki. Inoltre, il rituale prevedeva l'utilizzo di due coppie di doppi inchini, una caratteristica unica di origine giapponese, indicando che non si trattava di una cerimonia cinese ma di una prosecuzione del rituale di innalzamento di un podio e ascensione al trono celebrato ogni capodanno.
Lo svolgimento della cerimonia era regolato nel dettaglio dal decreto sull'ascesa al trono (登極令?, tōkyoku-rei) del 1909, parte della legge sulla Casa Imperiale (皇室典範?, kōshitsu-tenpan) promulgata nel 1889, durante il periodo Meiji; nel 1947 il decreto fu abolito insieme al resto della vecchia legge e, sebbene la nuova legge sulla Casa Imperiale preveda la cerimonia di intronizzazione, attualmente non esistono norme specifiche riguardanti i contenuti. Per questo motivo, intorno al periodo della morte dell'imperatore Shōwa sorsero dibattiti su come condurre il daijōsai.
A partire dal rinnovamento Meiji, la data dell'intronizzazione è sempre stata designata come festività nazionale, allo stesso modo di altre celebrazioni e lutti relativi alla Famiglia Imperiale. Da allora, la cerimonia di intronizzazione è costituita da cinque parti principali: la presentazione della spada e dei sigilli (剣璽等承継の儀?, kenjitō-shōkei no gi), la prima udienza dopo l'intronizzazione (即位後朝見の儀?, sokuigo-chōken no gi), la cerimonia di insediamento pubblico (即位礼正殿の儀?, sokuirei-seiden no gi), la parata celebrativa (祝賀御列の儀?, shukuga-onretsu no gi) e il banchetto di corte (饗宴の儀?, kyōen no gi). Le prime due sono quelle che un tempo costituivano l'eredità del trono. Tutte queste sono cerimonie di Stato.

### Cerimonia di intronizzazione e Costituzione
Sotto la Costituzione Meiji, la cerimonia di intronizzazione si teneva sulla base del decreto sull'ascesa al trono (登極令?, tōkyoku-rei) e non era strettamente distinta dai rituali shintoisti, ma la cerimonia di intronizzazione di Akihito, che fu la prima sotto la nuova Costituzione del Giappone, si svolse secondo quanto previsto dalla nuova legge della Casa Imperiale e quella di Naruhito ne ha seguito l'esempio. L'attuale serie di cerimonie di intronizzazione sono tutti atti di Stato, ossia atti che, secondo la Costituzione, devono essere presieduti dall'imperatore.
In occasione della cerimonia di intronizzazione di Akihito, alcuni politici cristiani hanno sostenuto che la spesa di fondi statali per la cerimonia di intronizzazione e la presenza dei governatori prefettizi e dei presidenti delle assemblee prefettizie alla cerimonia di intronizzazione fossero incostituzionali dal punto di vista del principio costituzionale di separazione tra Stato e Chiesa. Cause costituzionali furono intentate a Tokyo, Oita, Kagoshima, Kanagawa e Osaka, ma tutte le cause furono respinte e anche la Corte Suprema stabilì che non sussisteva una violazione della Costituzione. Queste cause furono perse perché fu stabilito che la spesa di fondi pubblici non avrebbe portato svantaggio ai ricorrenti e che la presenza dei governatori prefettizi non violava il principio di separazione fra Stato e Chiesa.
Tuttavia, in una sentenza della Corte di Osaka del 1995, la causa del querelante fu respinta sulla base del fatto che "la cerimonia di intronizzazione dell'era Heisei è già terminata e il querelante non ne trarrà svantaggio", ma in obiter dictum la corte riconobbe la considerazione da parte del governo del principio di separazione tra Stato e Chiesa attraverso la rimozione dello Yatagarasu, che è un simbolo dell'autorità dell'imperatore nella mitologia giapponese, dagli stendardi decorativi, e del riconoscimento della sovranità popolare con la modifica del rituale iche vede il Primo Ministro ai piedi del trono e non nel cortile esterno. Tuttavia, la corte affermò anche che "i sospetti di violazione della Costituzione non possono essere negati categoricamente."
Il 10 dicembre 2018, 241 querelanti hanno intentato una causa contro il governo presso il tribunale distrettuale di Tokyo, poiché i cerimoniali legati all'abdicazione di Akihito e l'intronizzazione del nuovo imperatore Naruhito avrebbero violato la separazione tra Chiesa e Stato, chiedendo la sospensione della spesa di fondi pubblici e il risarcimento dei danni.

## Rituali
Dopo l'entrata in vigore della Costituzione del Giappone, l'intronizzazione è composta da cinque cerimonie pubbliche, di cui segue una panoramica.

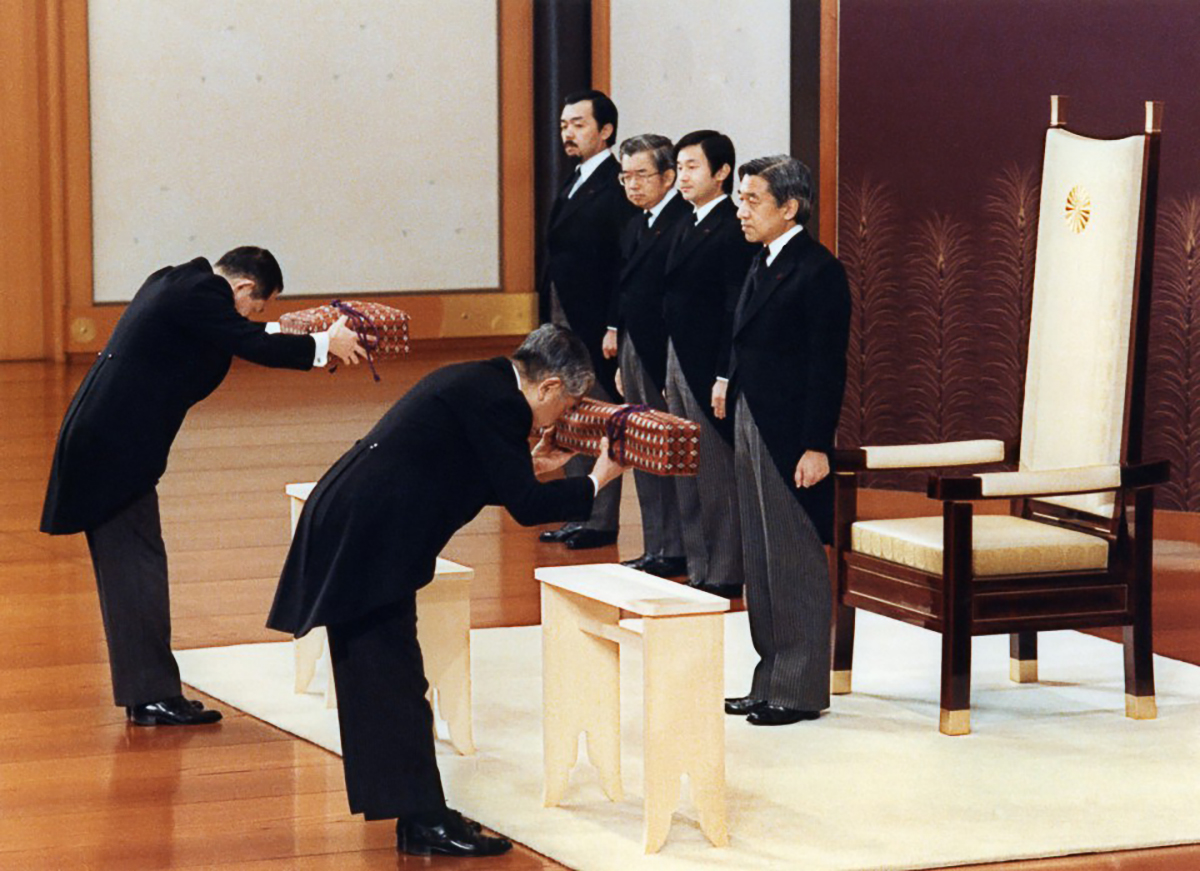
Presentazione della spada e dei sigilli dell'imperatore Akihito. Con questa cerimonia inizia l'intronizzazione.

### Presentazione della spada e dei sigilli
La presentazione della spada e dei sigilli (剣璽等承継の儀?, kenjitō-shōkei no gi) determina il momento in cui il nuovo imperatore assume ufficialmente la sua carica, quella che un tempo era l'eredità del trono (践祚?, senso); si tratta una cerimonia che si tiene immediatamente dopo la morte o l'abdicazione del precedente imperatore. In passato, nei due casi le cerimonie erano svolte diversamente e prendevano il nome di ascensione in lutto (諒闇践祚?, ryōan senso) nel caso di morte o ascensione con abdicazione (受禅践祚?, juzen senso), in quest'ultimo caso la prima parte del rituale era costituita dalla cerimonia di trasferimento del potere (譲国の儀?, jōkoku no gi). Attualmente, la cerimonia di abdicazione (退位の礼?, taii no rei) è considerata un evento separato.

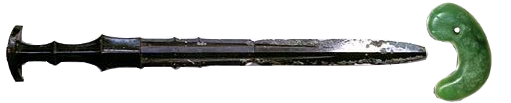
La spada e il gioiello (ricostruzione, non esistono fotografie degli originali).

Il nuovo imperatore e i membri maschi della Famiglia Imperiale entrano nella sala principale del palazzo, la Sala del Pino, e due dei tre tesori sacri, la spada Ama no Murakumo no Tsurugi (天叢雲剣?) e il gioiello Yasakani no Magatama (八尺瓊勾玉?), vengono portati al nuovo imperatore, che ne prende possesso e li fa portare presso i sui alloggi, dove gli è concesso vederli; attualmente, la spada originale si trova presso il santuario di Atsuta, dunque per la cerimonia si utilizza una replica custodita, assieme al gioiello originale, in una stanza del Palazzo Imperiale, la sala della spada e del sigillo (剣璽の間?, kenji no ma, dove con sigillo si indica il gioiello). L'imperatore prenderà possesso del terzo tesoro sacro, lo specchio Yata no Kagami (八咫鏡?), in un momento successivo, durante la visita ai tre santuari imperiali. Inoltre, il Sigillo Privato (御璽?, gyoji) e il Sigillo di Stato (国璽?, kokuji) del Giappone vengono portati dinnanzi all'imperatore, e poi nuovamente presso l'ufficio dei ciambellani dell'Agenzia della Casa Imperiale.
Durante lo svolgimento della cerimonia, messi imperiali eseguono la cerimonia di annuncio ai kami (皇霊殿神殿に奉告の儀?, Kōreiden-Shinden ni hōkoku no gi), durante la quale il nuovo imperatore viene annunciato ai suoi antenati e a tutti i kami del Giappone, e la cerimonia del santuario di Amaterasu (賢所の儀?, Kashikodokoro no gi), durante la quale l'imperatore prende possesso, attraverso il suo delegato, della replica dello specchio sacro situata nel palazzo.

In un momento successivo, l'imperatore stesso eseguirà una visita al santuario di Amaterasu (賢所に期日奉告の儀?, Kashikodokoro ni kijitsu-hōkoku no gi) e agli altri santuari imperiali (皇霊殿神殿に期日奉告の儀?, Kōreiden-Shinden ni kijitsu-hōkoku no gi) per annunciare le date della cerimonia di insediamento pubblica e del daijōsai.

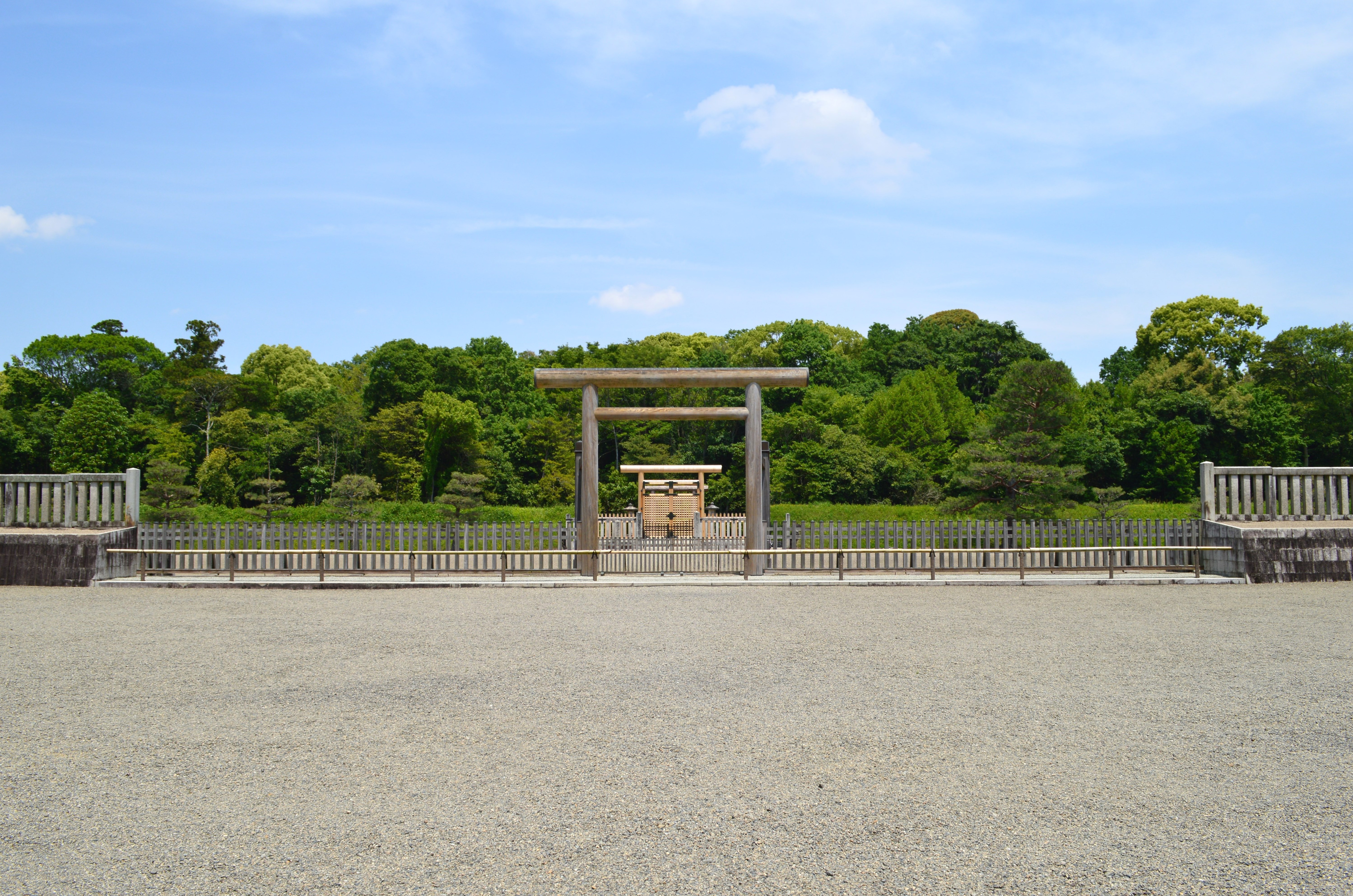
Mausoleo dell’Imperatore Jinmu

Inoltre, messi imperiali vengono inviati al santuario di Ise, alla tomba dell'imperatore Jinmu e alle tombe degli ultimi quattro imperatori (神宮神武天皇山陵及び昭和天皇以前四代の天皇山陵に勅使発遣の儀?, Jingū-Jinmu-Tennō-sanryō oyobi Shōwa-Tennō-izen yondai no Tennō-sanryō ni chokushi-hakken no gi) per fare offerte alla dea Amaterasu (神宮に奉幣の儀?, Jingū ni hōhei no gi) e agli imperatori (神武天皇山陵及び昭和天皇以前四代の天皇山陵に奉幣の儀?, Jinmu-Tennō-sanryō oyobi Shōwa-Tennō-izen yondai no Tennō-sanryō ni hōhei no gi).

### Prima udienza dopo l'intronizzazione
La prima udienza dopo l'intronizzazione (即位後朝見の儀?, sokuigo-chōken no gi) è una cerimonia tenuta il giorno stesso della successione o poco dopo. Per la prima volta il nuovo imperatore incontra in tale veste i reappresentanti del popolo e dei tre poteri: i Presidenti delle due Camere, il Primo Ministro e il Giudice Capo della Corte Suprema. L'imperatore, l'imperatrice e i membri della Famiglia Imperiale entrano nella Sala del Pino e, dopo il discorso dell'imperatore, il Primo Ministro tiene un discorso cerimoniale. In passato, questo era l'ultimo passaggio dell'eredità del trono (践祚?, senso).

### Cerimonia di insediamento pubblico
La cerimonia di insediamento pubblico (即位礼正殿の儀?, sokuirei-seiden no gi) è la parte dell'intronizzazione durante la quale l'Imperatore dichiara la sua ascesa al trono sia al popolo sia ai Capi di Stato esteri presenti. Si tiene ad un giorno di distanza dall'ascesa al trono. In passato, la cerimonia si teneva a Kyoto, ma attualmente si tiene nella Sala del Pino del Palazzo Imperiale.

#### Allestimento
Nel cortile viene allestita una scala a diciotto gradini costruita come l'originale situata a Kyoto, davanti ad essa si siedono venti membri di alto rango dell'Agenzia della Casa Imperiale (dieci per lato) che prendono il nome di dignitari (威儀の者?, igi no mono), disposti su due file: gli uomini nelle file anteriori indossano un abito nero (束帯黒袍?, sokutai kurohō), quelli nelle file posteriori un abito scarlatto (束帯緋袍?, sokutai hihō); ognuno di essi indossa anche un'armatura cerimoniale (挂甲?, kakeyoroi) e un copricapo (巻纓の冠?, kan'ei no kanmuri) caratterizzato da un ornamento posteriore arrotolato. Sono inoltre armati di spada e arco. Dopo i dignitari vengono eretti due stendardi con la scritta banzai (萬歳旛?, banzai-ban), sormontati da lance a tre punte.

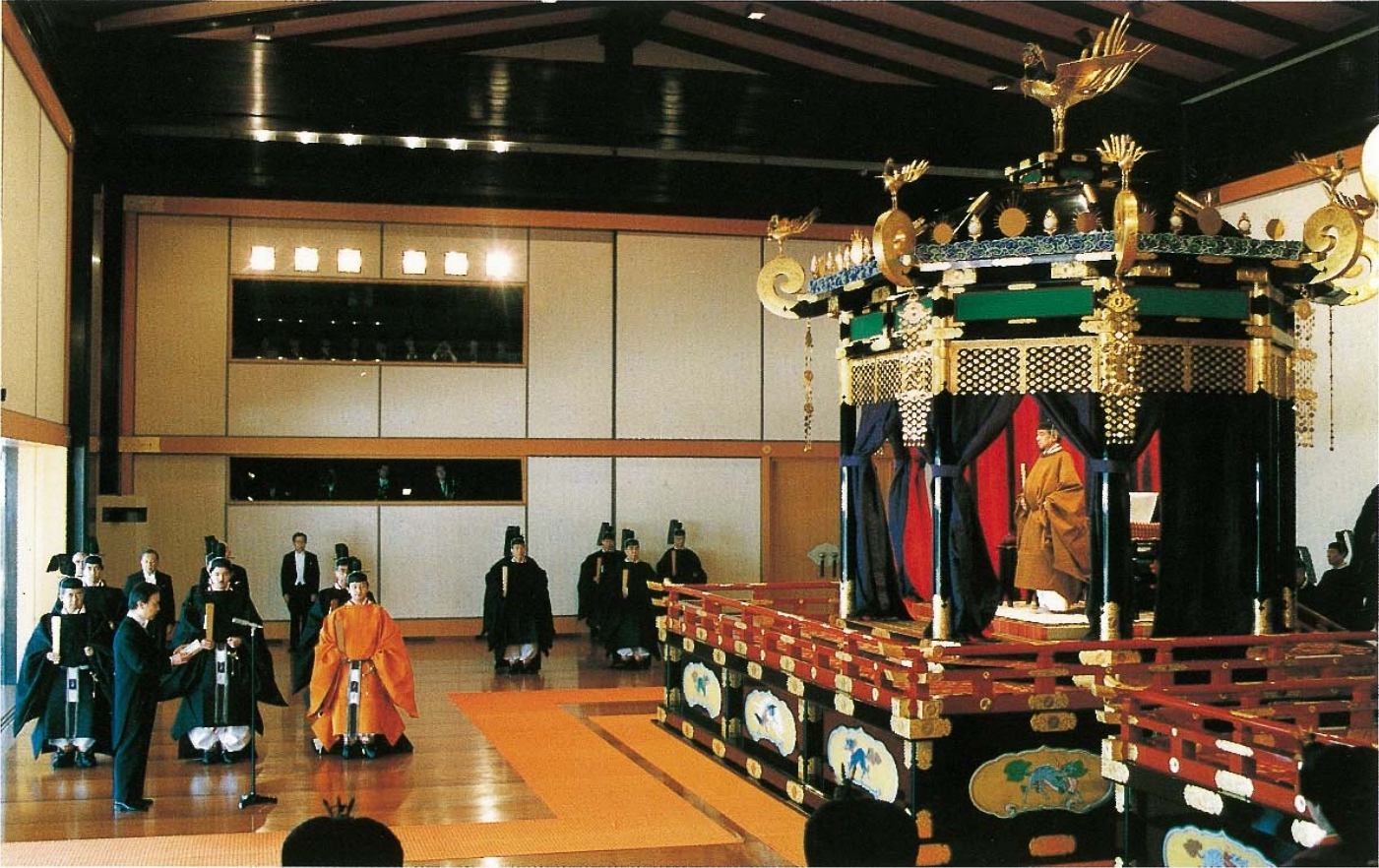
1990, cerimonia di insediamento pubblico.

Dopo gli stendardi, altri quaranta funzionari (venti per lato), chiamati portatori di oggetti cerimoniali (威儀物捧持者?, igimono-hōjisha), si dispongono su due file a gruppi di quattro. Gli uomini del primo gruppo trasportano delle spade (太刀?, tachi) e sono vestiti di nero, successivamente vengono i portatori degli archi (弓?, yumi) e delle faretre (胡籙?, yanagui), vestiti di scarlatto, e infine i portatori di lance (桙?, hoko) e scudi (楯?, tate), che indossano abiti blu (束帯縹袍?, sokutai hanadahō). Le lance, gli scudi e le faretre dei funzionari che, scendendo la scala, si trovano a destra sono di colore nero, mentre quelli a sinistra sono rossi. I portatori di oggetti indossano un copricapo (垂纓の冠?, suiei no kanmuri) con l'ornamento posteriore che ricade all'indietro.

Seguono poi i suonatori di gong (鉦?, shō), tre per lato, i due direttori d'orchestra (司鉦司鼓?, shishōshiko) e infine tre suonatori di tamburo (鼓?, ko) per lato. I direttori d'orchestra indossano abiti scarlatti e copricapi di tipo suiei, mentre i suonatori sono vestiti di blu con un copricapo (細纓の冠?, saiei no kanmuri) privo di ornamenti posteriori. I gong e i tamburi sono montati su supporti lignei alti quasi due metri e colorati di vermiglio, decorati con fiamme. I suonatori e direttori d'orchestra sono scelti fra i membri dell'orchestra di corte (楽部?, gakubu) dell'Agenzia della Casa Imperiale.

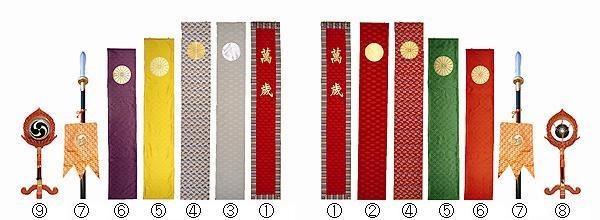
Oggetti cerimoniali in uso durante la cerimonia di insediamento:
① Banzai-ban
② Nisshō-tōban
③ Gesshō-tōban
④ Kikkashō-daikinban
⑤ Kikkashō-chūkinban
⑥ Kikkashō-shōkinban
⑦ Hoko
⑧ Shō
⑨ Ko

Alle spalle dell'orchestra si trovano venti lance (桙?, hoko), dieci per lato, con appesi degli stendardi rappresentanti dei tomoe dorati in campo giallo e, ancora dietro, alle spalle dell'intero corteo, dodici ulteriori stendardi per ogni lato. I primi sono lo stendardo del Sole (日像纛旛?, nisshō-tōban), un Sole dorato in campo rosso, a sinistra della scala e lo stendardo della Luna (月像纛旛?, gesshō-tōban), una Luna argentata in campo d'argento, a destra. Ciascuno dei due è sormontato da un pennacchio dorato o argentato, rispettivamente. Seguono i due grandi stendardi del crisantemo (菊花章大錦旛?, kikkashō-daikinban), prevalentemente rosso quello di sinistra e prevalentemente argentato quello di destra, che hanno sostituito il grande stendardo del corvo (頭八咫烏形大錦旛?, kashira-yatagarasukei-daikinban), raffigurante un corvo a tre zampe in campo rosso e posto dopo lo stendardo del Sole, e il grande stendardo del nibbio (霊鵄形大錦旛?, reishikei-daikinban), raffigurante un nibbio dorato in campo d'argento e posto dopo lo stendardo della Luna; la cima di questi stendardi ha la forma di una lancia a due punte. Infine, su ogni lato sono posti cinque stendardi medi del crisantemo (菊花章中錦旛?, kikkashō-chūkinban) e cinque stendardi piccoli del crisantemo (菊花章小錦旛?, kikkashō-shōkinban). Ognuna delle due serie è compostra da stendardi di colore verde, giallo, rosso, bianco e viola, ognuno dei quali riporta l'emblema imperiale ed è sormontato da una punta di lancia. Gli stedardi con le scritte banzai, gli stendardi del Sole e della Luna e i grandi stendardi del crisantemo sono lunghi 550 cm e larghi 90 cm, gli stendardi medi sono lunghi 450 cm e larghi 85 cm e gli stendardi piccoli sono lunghi 400 cm e larghi 76 cm.
A guardia dell'ingresso, nel punto più lontano dalla scala, sono posizionate due guardie (衛門?, emon) per ogni lato, che hanno anche il compito di accogliere il corteo. Questo ruolo è svolto da membri della Guardia Imperiale della polizia giapponese vesti anch'essi in abiti tradizionali blu, con un copricapo in stile kan'ei, armati di spada e arco e con un soprabito (裲襠?, ryōtō) di stoffa.
Tutte le 78 persone presenti sono note come funzionari del giardino (庭上参役者?, teijōsan'ekisha).
All'interno della sala vengono allestiti un takamikura (高御座?), un podio rettangolare con un baldacchino ottagonale decorato con fenici, sotto il quale si trova il trono imperiale, e un michōdai (御帳台?), un baldacchino più piccolo sotto cui siede l'imperatrice. I due indossano abiti cerimoniali (御装束?, oshōzuku), in particolare l'imperatore usa un abito giallo (黄櫨染御袍?, kōrozen no hō) e un copricapo (立纓の冠?, tachiei no kanmuri) con ornamento posteriore dritto e un piccolo scettro di legno (笏?, shaku), l'imperatrice invece indossa un abito a strati (五衣唐衣裳?, itsutsuginu-karaginu-mo) con soprabito (唐衣?, karaginu) e secondo strato (打衣?, uchiginu) bianchi, unica a poter usare questa combinazione di colori.

I membri dalla Famiglia Imperiale e i rappresentanti dei tre poteri si trovano ai lati. L'erede al trono indossa un abito arancione (黄丹袍?, ōni no hō) con una spada al fianco, sua moglie indossa un abito con soprabito viola e secondo strato bianco. Gli altri membri maschili usano un abito nero con spada, i membri femminili soprabito viola e un secondo strato indaco per le donne di età superiore ai quarant'anni e rosso per le donne più giovani, con gonna (長袴?, nagabakama) rossa per le donne sposate e indaco per le nubili. Sono poi presenti alcuni addetti ai lavori dell'Agenzia della Casa Imperiale; gli uomini vestiti con abito nero e le donne con soprabito verde.

#### Svolgimento
Prima della cerimonia, l'imperatore esegue un rituale di tre ore per annunciare alla dea Amaterasu (即位礼当日賢所大前の儀?, sokuirei-tōjitsu-Kashikodokoro-ōmae no gi), agli antenati e a tutti gli dei del Giappone (即位礼当日皇霊殿神殿に奉告の儀?, sokuirei-tōjitsu-Kōreiden-Shinden ni hōkoku no gi) che la cerimonia sta per avere luogo.
All'inizio dell'intronizzazione vera e propria, i rappresentanti dei tre poteri, la Famiglia Imperiale, l'imperatore e l'imperatrice entrano nella Sala del Pino in quest'ordine, dopodiché l'imperatore e l'imperatrice salgono sui rispettivi podi. L'imperatore è accompagnato dalla spada, dal gioiello e dai sigilli. Al suono del gong, tutti gli astanti si alzano e vengono aperte le tende del takamikura e del michōdai, al suono dei tamburi i presenti si inchinano. Dopo il saluto iniziale, il Primo Ministro si porta al centro della sala, dinnanzi al takamikura e l'imperatore pronuncia un discorso (御言葉?, okotoba); in risposta, il Primo Ministro legge un messaggio di congratulazioni (寿詞?, yogoto) e infine tutti i presenti, guidati dal Primo Ministro, esclamano per tre volte banzai (万歳? lunga vita). Subito dopo, vengono sparate 21 salve di cannone nel parco del palazzo. La cerimonia si conclude con la chiusura delle tende al suono del gong e con l'uscita dell'imperatore, dell'imperatrice, della Famiglia Imperiale e dei rappresentanti dei tre poteri.

### Parata celebrativa
La parata celebrativa (祝賀御列の儀?, shukuga-onretsu no gi) avviene normalmente subito dopo la cerimonia di intronizzazione, seppure possa essere spostata in una data successiva, come avvenuto per l'intronizzazione di Naruhito. l'imperatore e l'imperatrice sfilano a bordo dell'Auto Imperiale dal Palazzo Imperiale alla residenza imperiale di Asakasa attraversando le strade di Tokyo, così da poter essere visti anche dalla popolazione. In quest'occasione, l'imperatore riceve per la prima volta il saluto delle Forze di Autodifesa e della Guardia Imperiale. Solitamente, l'imperatore fa anche un discorso pubblico alla popolazione (御即位一般参賀?, gosokui-ippan-sanga) nei cortili del Palazzo Imperiale in una data successiva all'intronizzazione, anche se nel caso dell'imperatore Naruhito l'evento è stato anticipato.

### Banchetto di corte
Il banchetto di corte (饗宴の儀?, kyōen no gi) si tiene per esprimere gratitudine e intrattenere gli ospiti provenienti dal Giappone e dall'estero che hanno partecipato alla cerimonia di intronizzazione. Inizia il giorno della cerimonia di insediamento e si tiene più volte nelle sale Hōmeiden e Chōwaden del Palazzo. Successivamente, anche il Primo Ministro tiene un secondo banchetto (内閣総理大臣夫妻主催晩餐会?, Naikaku-Sōridaijin-fusai-shusai-bansankai) che però non è considerato parte delle Grandi Cerimonie.

## Daijōsai
Il daijōsai (大嘗祭?) è un rituale religioso che si tiene normalmente nel novembre successivo all'intronizzazione. Si ritiene che sia una forma elaborata del niimaesai (新嘗祭?), una festa del raccolro celebrata il 23 novembre presso i Santuari del Palazzo Imperiale e in tutto il Giappone, durante la quale l'Imperatore offre il riso raccolto durante l'anno agli dei. Il niimaesai non si tiene durante l'anno del daijōsai, che è invece una celebrazione eseguita unicamente dalla Famiglia Imperiale in un santuario (大嘗宮?, daijōkyū) costruito per l'occasione e smantellato subito dopo. Non si tratta di una cerimonia di Stato, ma di una cerimonia della Famiglia Imperiale, pur essendo un evento pubblico. Poiché l'Imperatore e l'Imperatrice svolgono il rituale in completa solitudine all'interno di stanze chiuse, i dettagli relativi allo svolgimento non sono noti, ma attualmente si sa che si tratta di un pasto sacro.

### Daijōkyū
Il daijōkyū è un santuario costruito in occasione del daijōsai che viene demolito subito dopo il rituale. Anticamente i materiali da costruzione venivano bruciati, ma nel caso del daijōsai dell'imperatore Naruhito sono stati riciclati. Il daijōkyū è costruito come segue:

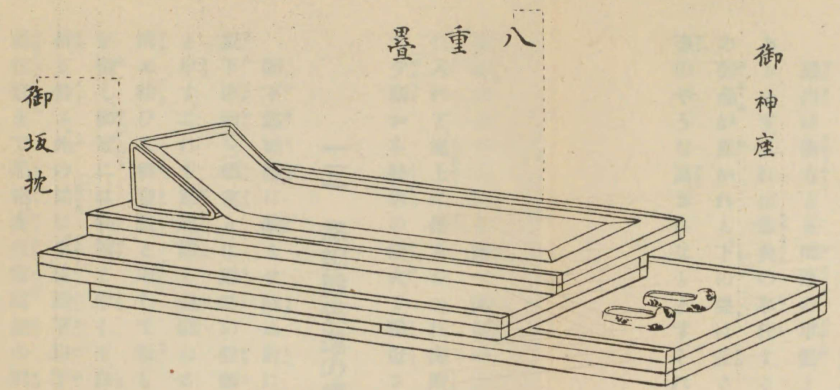
Goshinza

①②Yukiden (悠紀殿?) e Sukiden (主基殿?): il rituale centrale della cerimonia viene eseguito due volte nel corso di una notte, prima nello Yukiden con il riso e i prodotti tipici del Giappone orientale e poi nel Sukiden con quelli provenienti dal Giappone occidentale. I due edifici sono costruiti in modo leggermente diverso, rispecchiando gli stili architettonici delle rispettive regioni, ma entrambi mantengono la struttura di un santuario a due stanze. All'interno della stanza posteriore di ciascuno dei due edifici, al centro, si trova uno spesso tatami a otto strati (八重畳?, yaetatami) con una trapunta (御衾?, onfusuma). Ai piedi del letto sono posizionati due abiti rituali fatti di seta (繪服?, nigitae) e canapa (麁服?, aratae), oltre a un paio di scarpe (靴?, kutsu). Accanto alla testa si trovano due scatole contenti un pettine (御櫛?, migushi) e un ventaglio (御檜扇?, onhinokiōgi). Questa zona è indicata come grande luogo divino (御神座?, goshinza). A ovest del letto, rivolta verso il Santuario di Ise, si trova la seduta dell'imperatore (御座?, goza) e, di fronte ad essa, il posto della divinità (神座?, kamiza). La stanza anteriore ospita solo un altare per posarvi i tesori sacri.
③Kairyūden (廻立殿?): si tratta del luogo dove l'Imperatore e l'Imperatrice si lavano e si cambiano prima dei rituali. L'edificio è diviso in tre stanze, con la più occidentale, chiamata miyudono (御湯殿?), riservata al bagno dell'imperatore, la stanza centrale o gosho (御所?) usata da questi per cambiarsi e la stanza più orientale dedicata alla vestizione dell'imperatrice.
④Ugiorōka (雨儀御廊下?): il corridoio centrale utilizzato dall'imperatore e dall'imperatrice per spostarsi fra le varie parti del rito.
⑤⑥Chōden (帳殿?): due edifici posti davanti allo Yukiden e al Sukiden, all'interno dei quali l'imperatrice si ritira per pregare mentre l'imperatore esegue il rituale.
⑦⑧Omiakusha (小忌幄舎?): due edifici all'interno dei quali i membri maschili della Famiglia Imperiale attendono.
⑨Dengaiomiakusha (殿外小忌幄舎?): l'edificio all'interno dei quali attendono i membri femminili della Famiglia Imperiale.
⑩⑪Kashiwaya (膳屋?): i luoghi dove vengono preparate le offerte e da cui partono le processioni verso lo Yukiden e il Sukiden.
⑫Shinmon (神門?): i cinque torii del santuario; quattro si trovano ai quattro ingressi in corrispondenza dei punti cardinali e uno si trova al centro del santuario, in un corridoio che non viene mai attraversato. I torii sono in stile kuroki, ossia costruiti con legno grezzo non scortecciato.
⑬⑭Gakusha (楽舎?): due edifici all'interno dei quali alcuni musicisti suonano musica di corte.
⑮⑯Niwadzumi no chōden (庭積帳殿?): i padiglioni dove vengono raccolti i cibi tipici del Giappone orientale e occidentale.
⑰⑱Fuzokuutakuzu no inishieburi no aku (風俗歌国栖古風幄?): padiglioni dove viene suonata musica tradizionale delle regioni di Suki e Yuki, oltre a musica del popolo Kuzu.
⑲Igiaku (威儀幄?): un luogo dove si siedono gli stessi dignitari che prendono parte all'intronizzazione.
⑳Emon'aku (衛門幄?): le tettoie dove prendono posto le guardie imperiali.
㉑Teiryōsha (庭燎舎?): le postazioni sotto cui vengono accesi i fuochi che illuminano i cancelli d'ingresso. In mezzo c'è una buca per accendervi il fuoco.
㉒Saiko (斎庫?): il magazzino dove viene stivato il riso appena raccolto dalle regioni di Yuki e Suki.
㉓Akusha (幄舎?): i luoghi dove gli spettatori che non sono parte della Famiglia Imperiale possono attendere il compimento del rituale.
㉔Kuroki tōrō (黒木灯籠?): le lanterne di legno grezzo situate in vari luoghi all'interno del santuario.

Il nucleo più interno del complesso, che esclude dunque la sala della vestizione, il magazzino, le cucine e i padiglioni degli ospiti, è circondato da un recinto chiamato shibagaki (柴垣?), interrotta in corrispondenza dei quattro torii. Una seconda recinzione chiamata gaishūgaki (外周垣?) circonda il perimetro dell'intero santuario. Le pareti dei kashiwaya e dello shibagaki sono decorate con rami di quercia chiamati shii no wae (椎の和恵?).

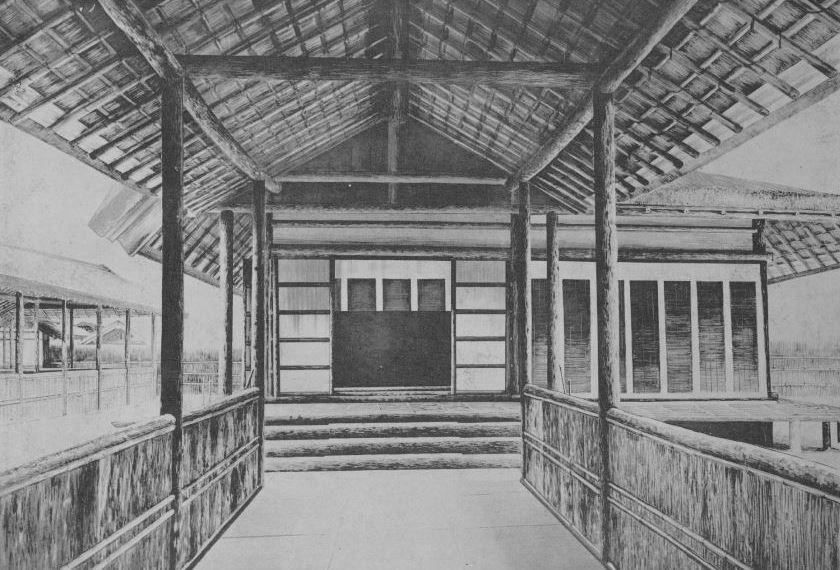
Yukiden dell'era Taisho.
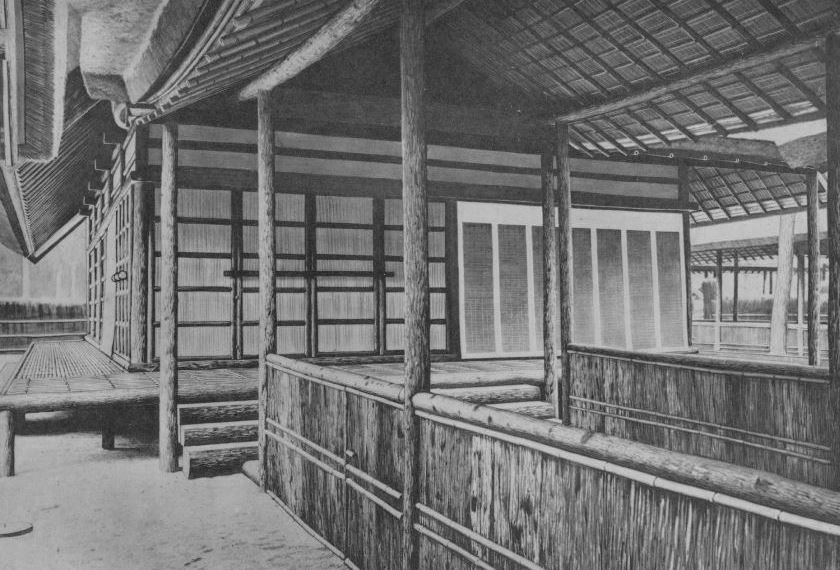
Sukiden dell'era Taishō.
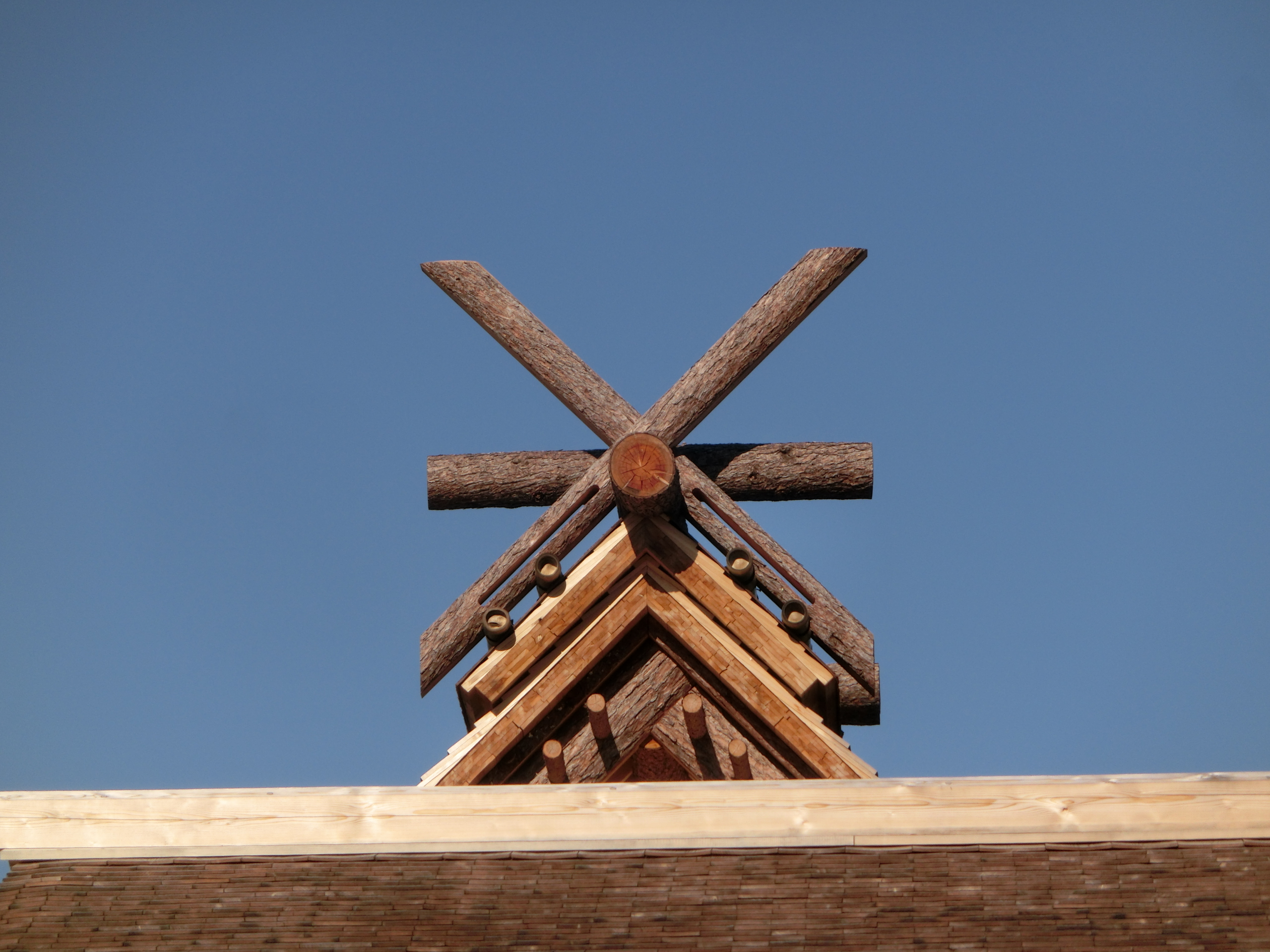
L'ornamento del tetto dello Yukiden.
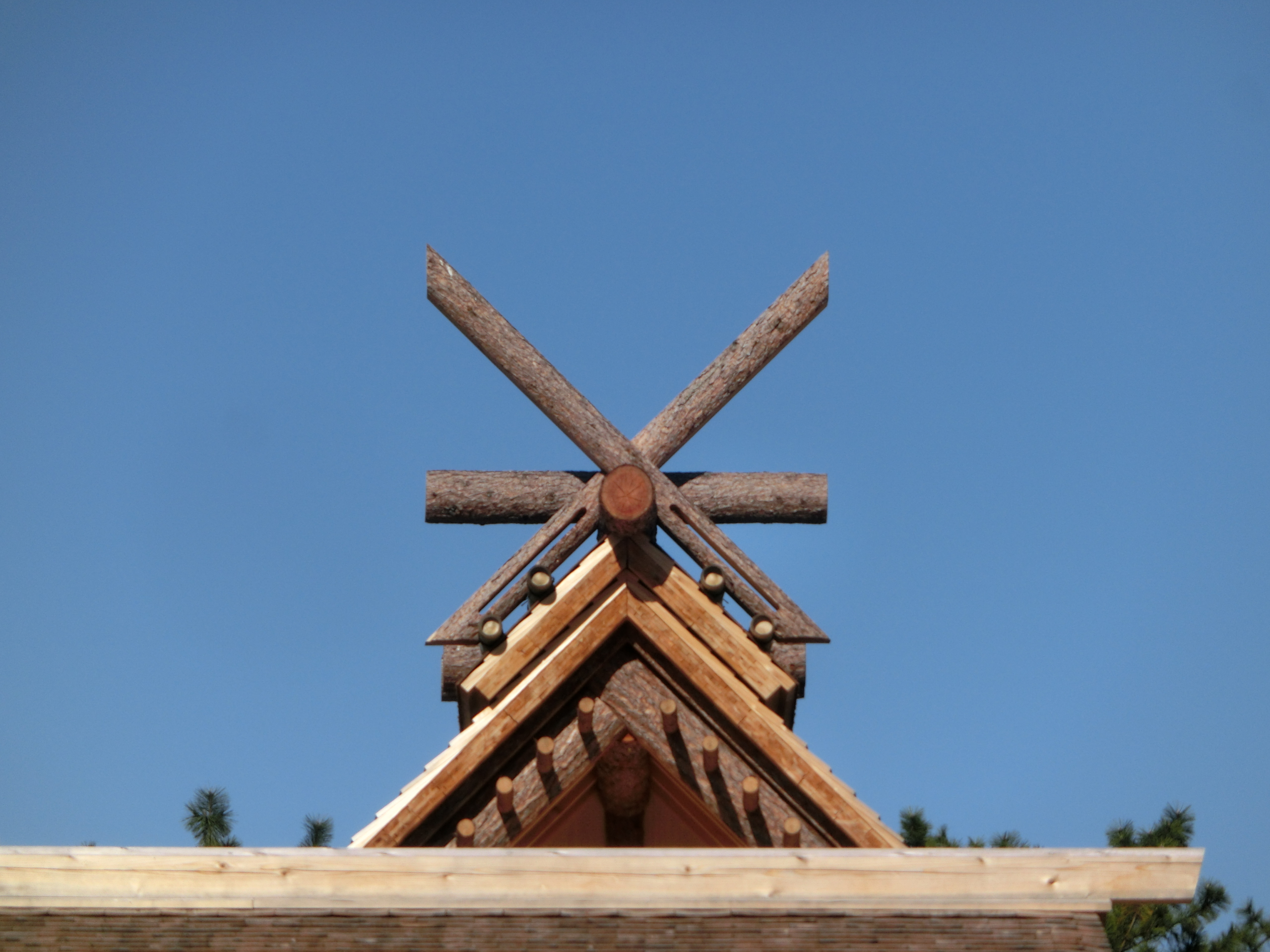
L'ornamento del tetto del Sukiden.
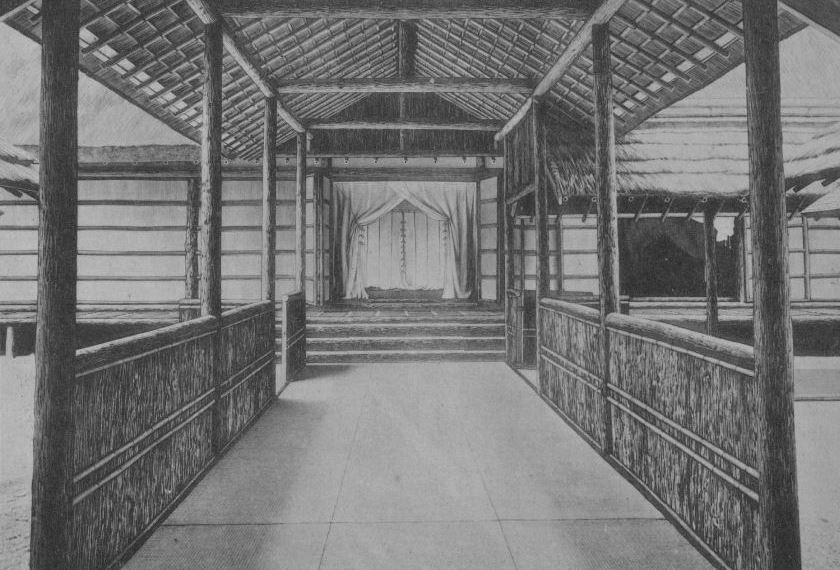
Kairyūden dell'era Taisho.
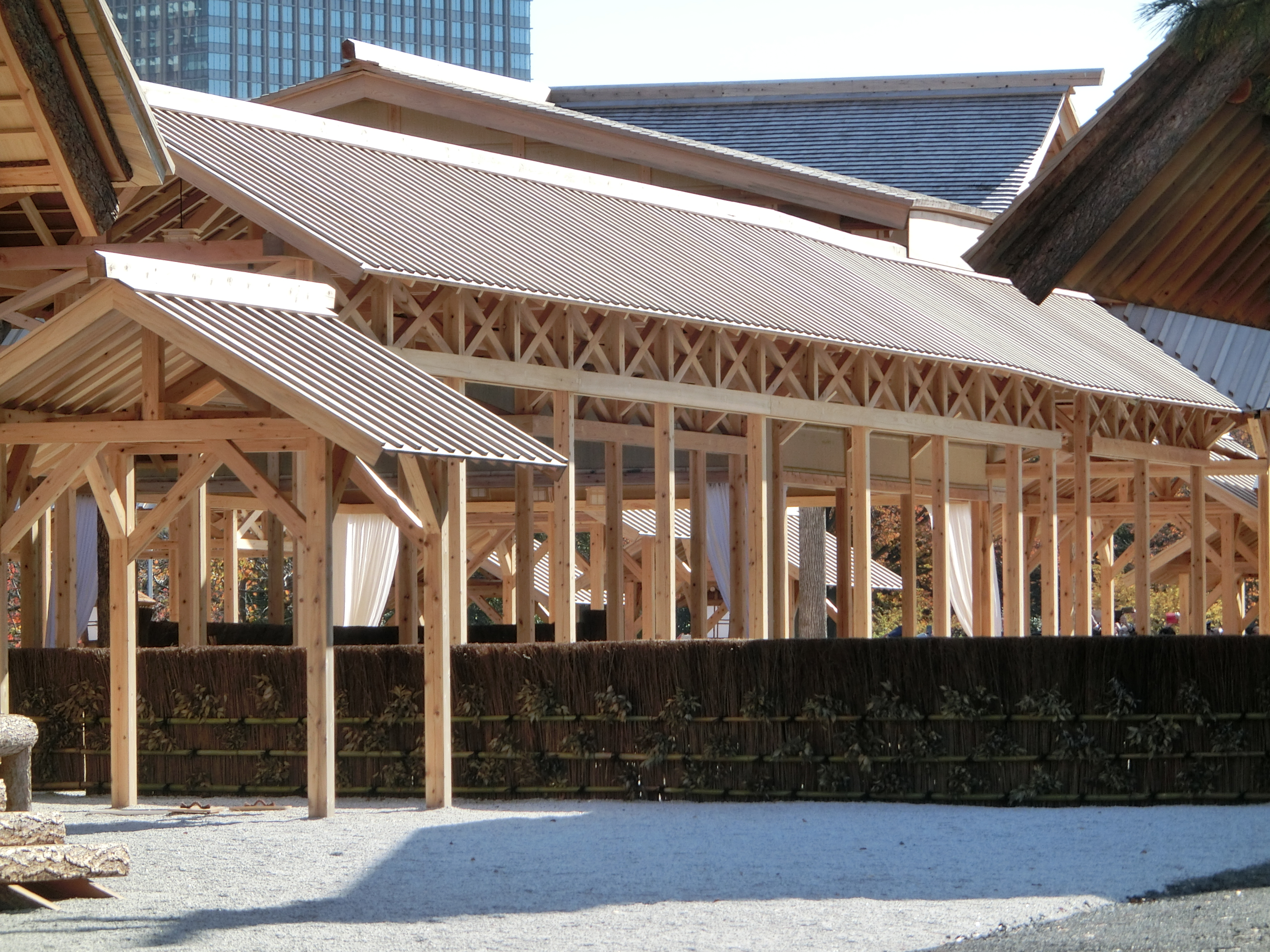
Ugiorōka.
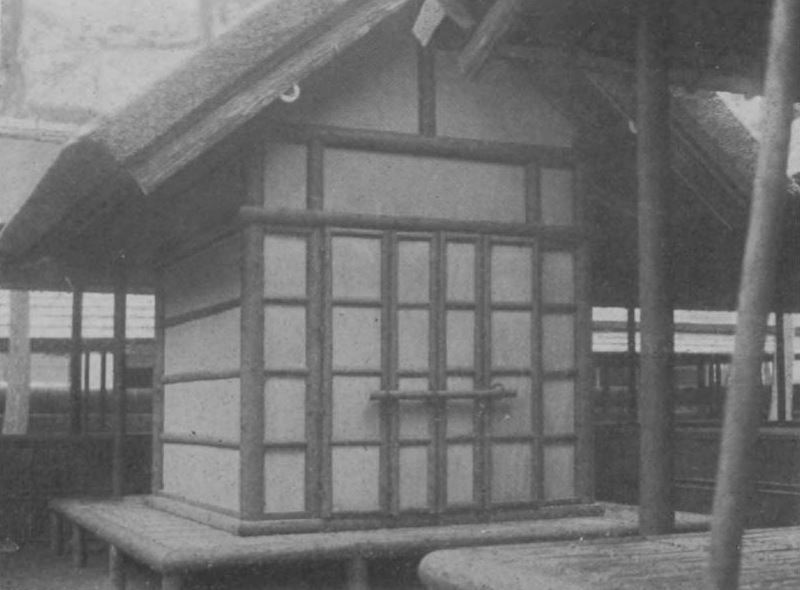
Chōden dell'era Shōwa.
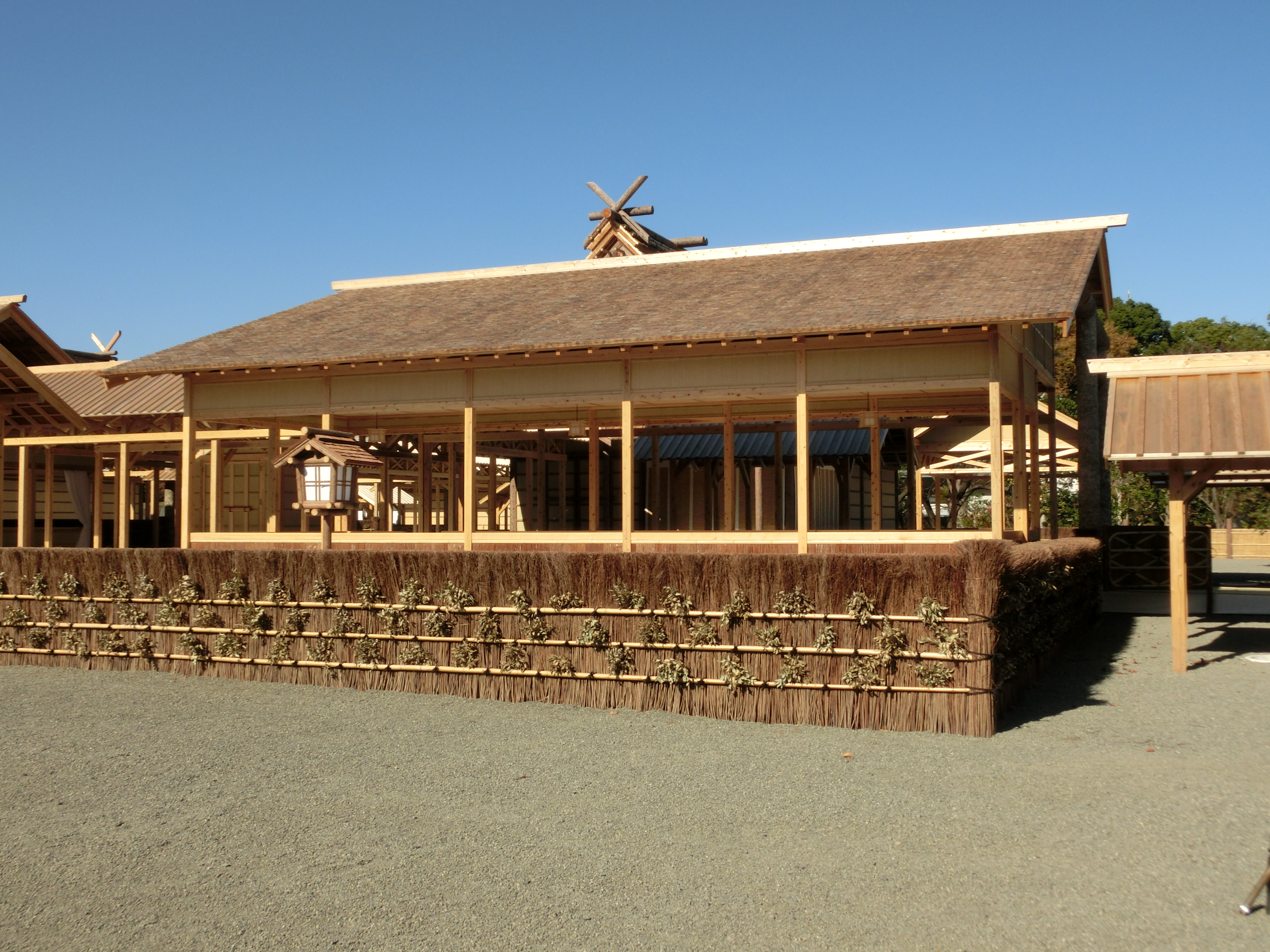
Omiakusha orientale.
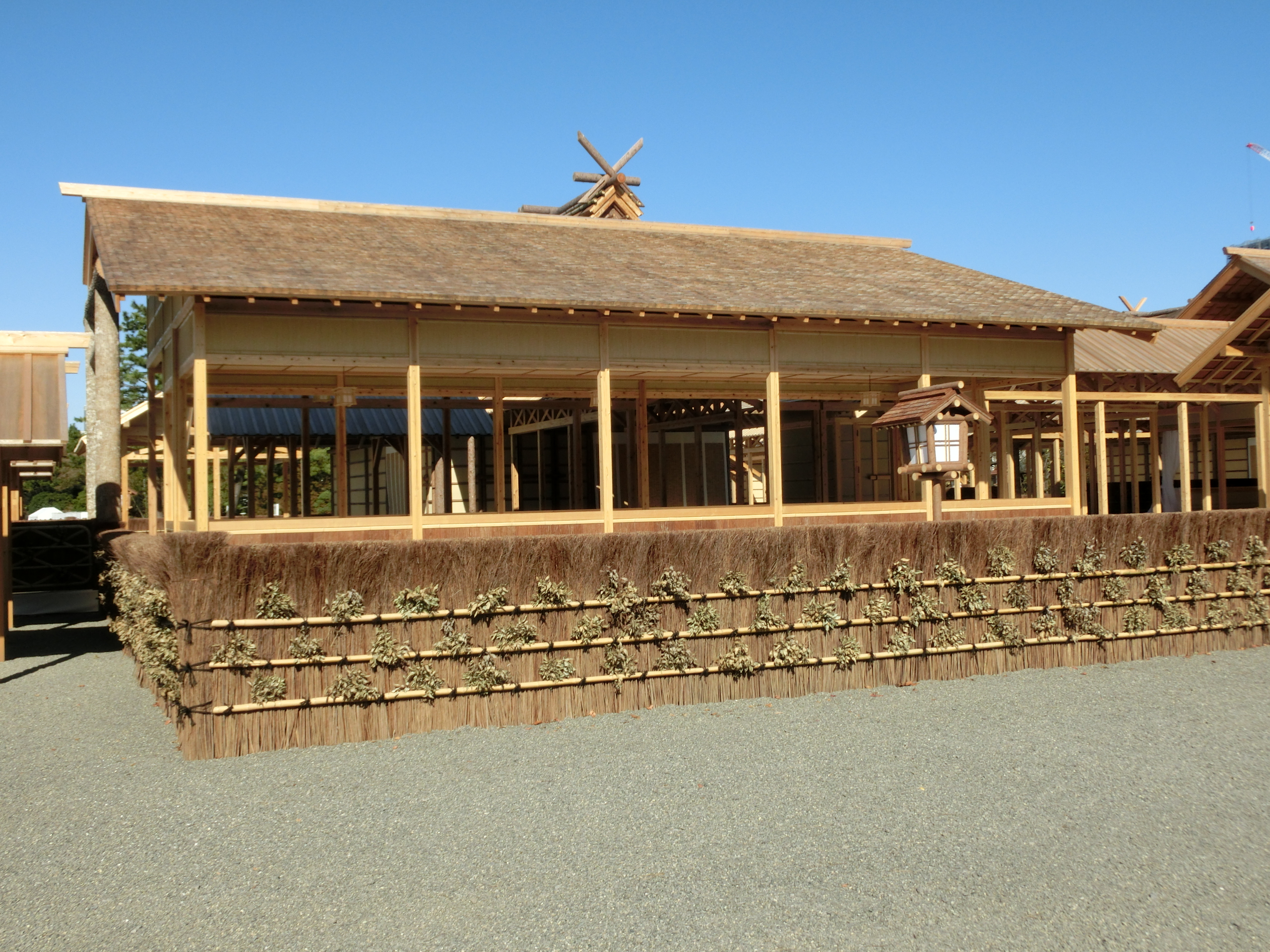
Omiakusha occidentale.
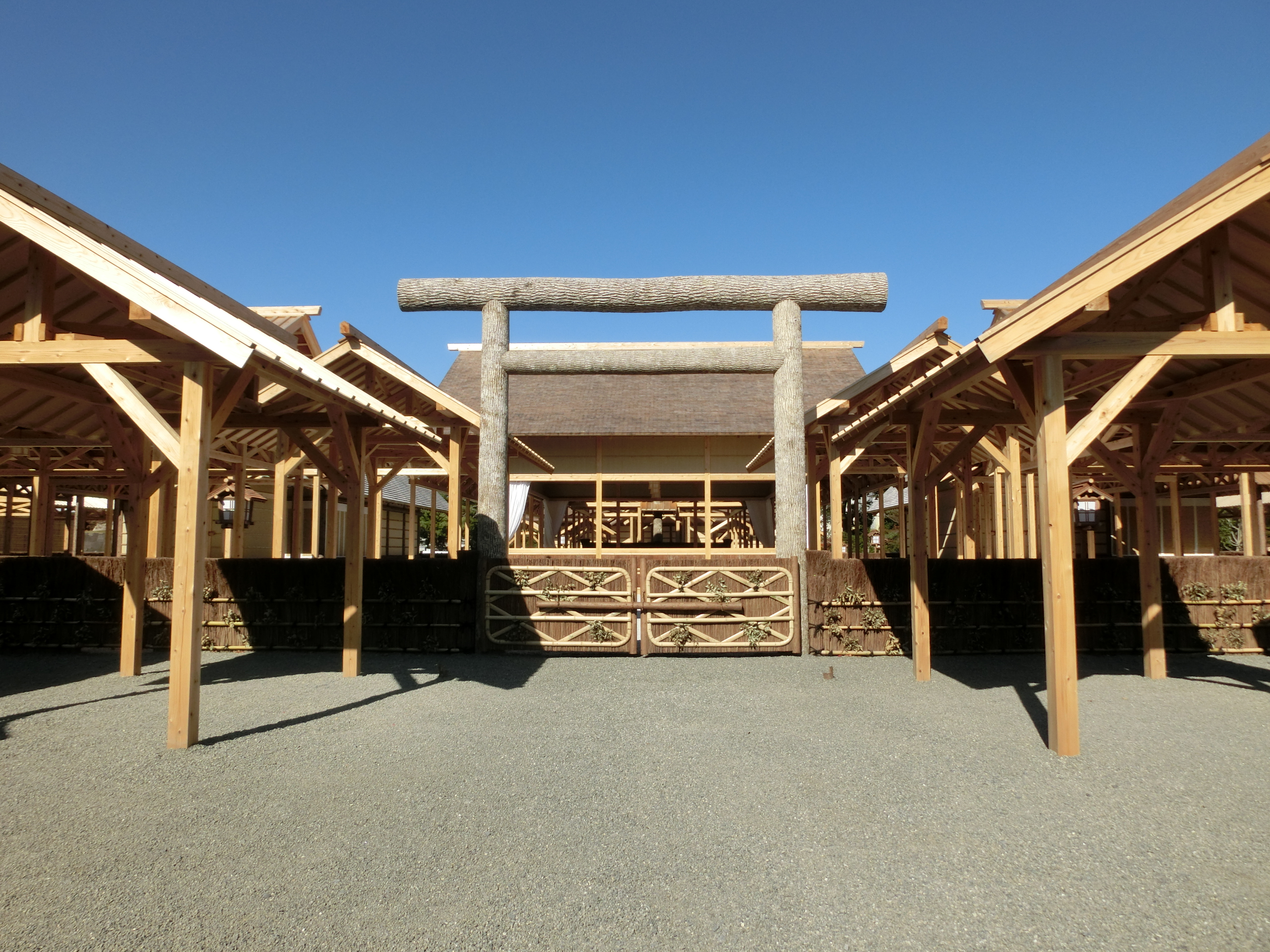
Dengaiomiakusha dietro al cancello meridionale.
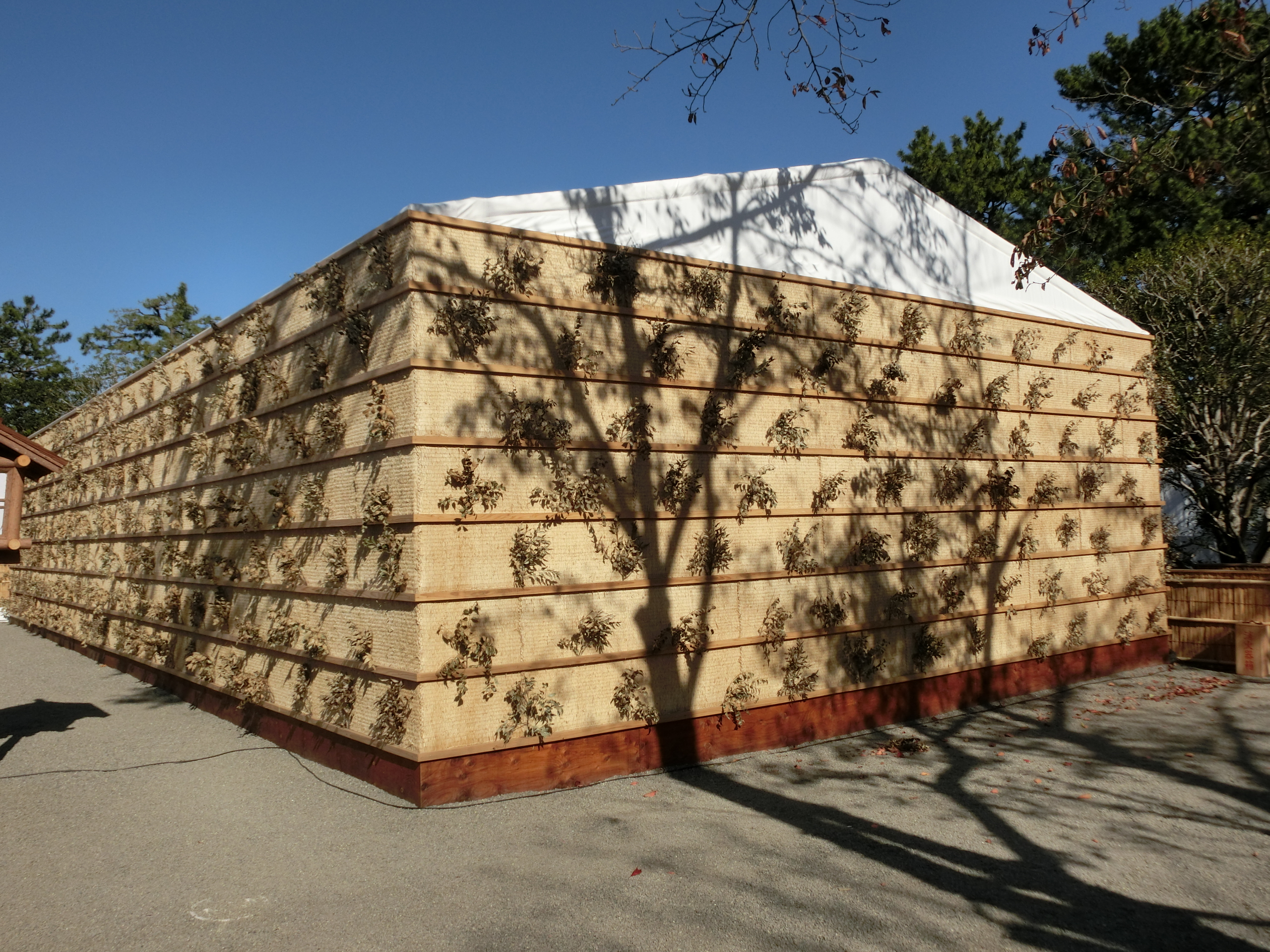
Kashiwaya orientale.
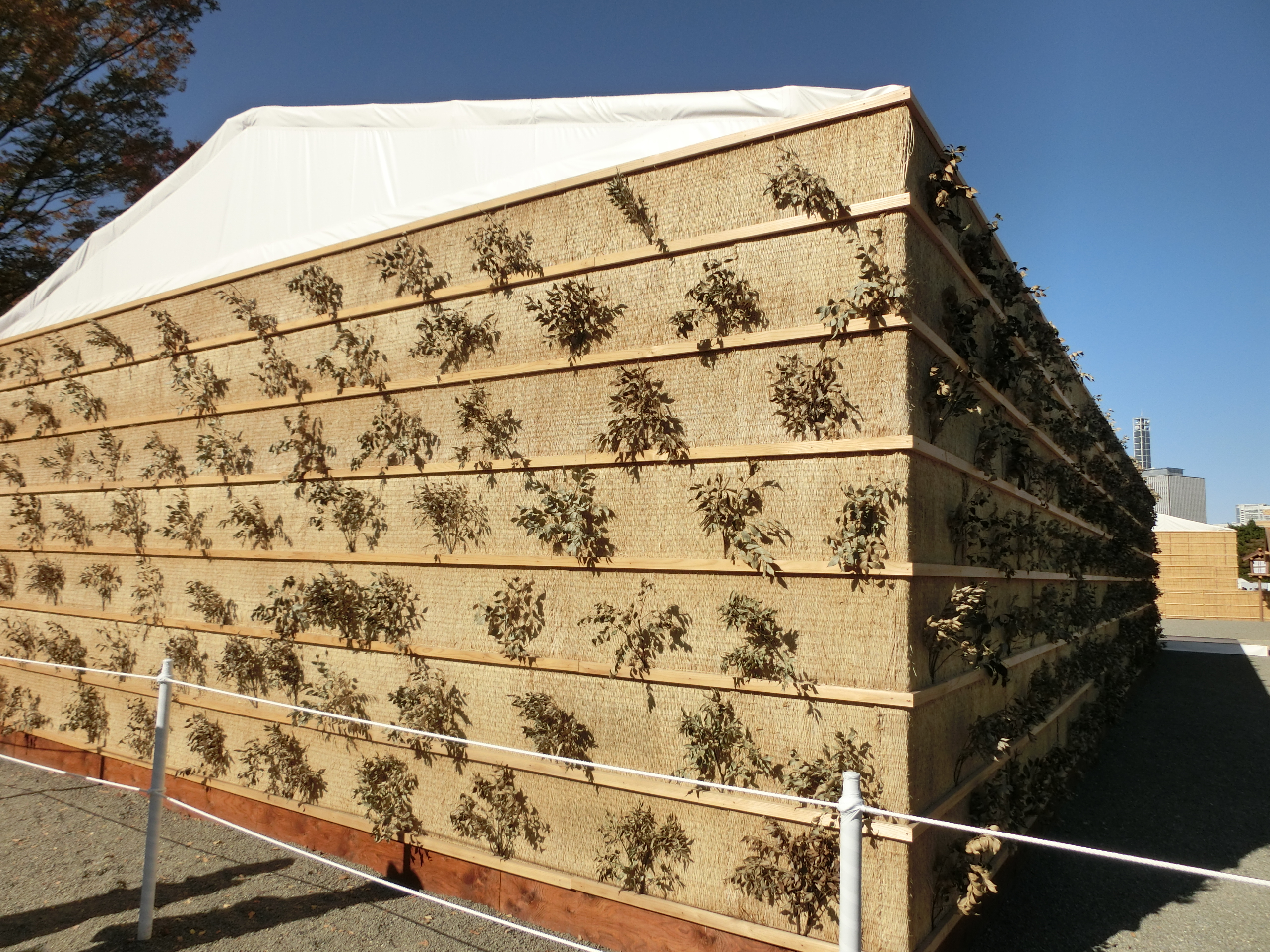
Kashiwaya occidentale.
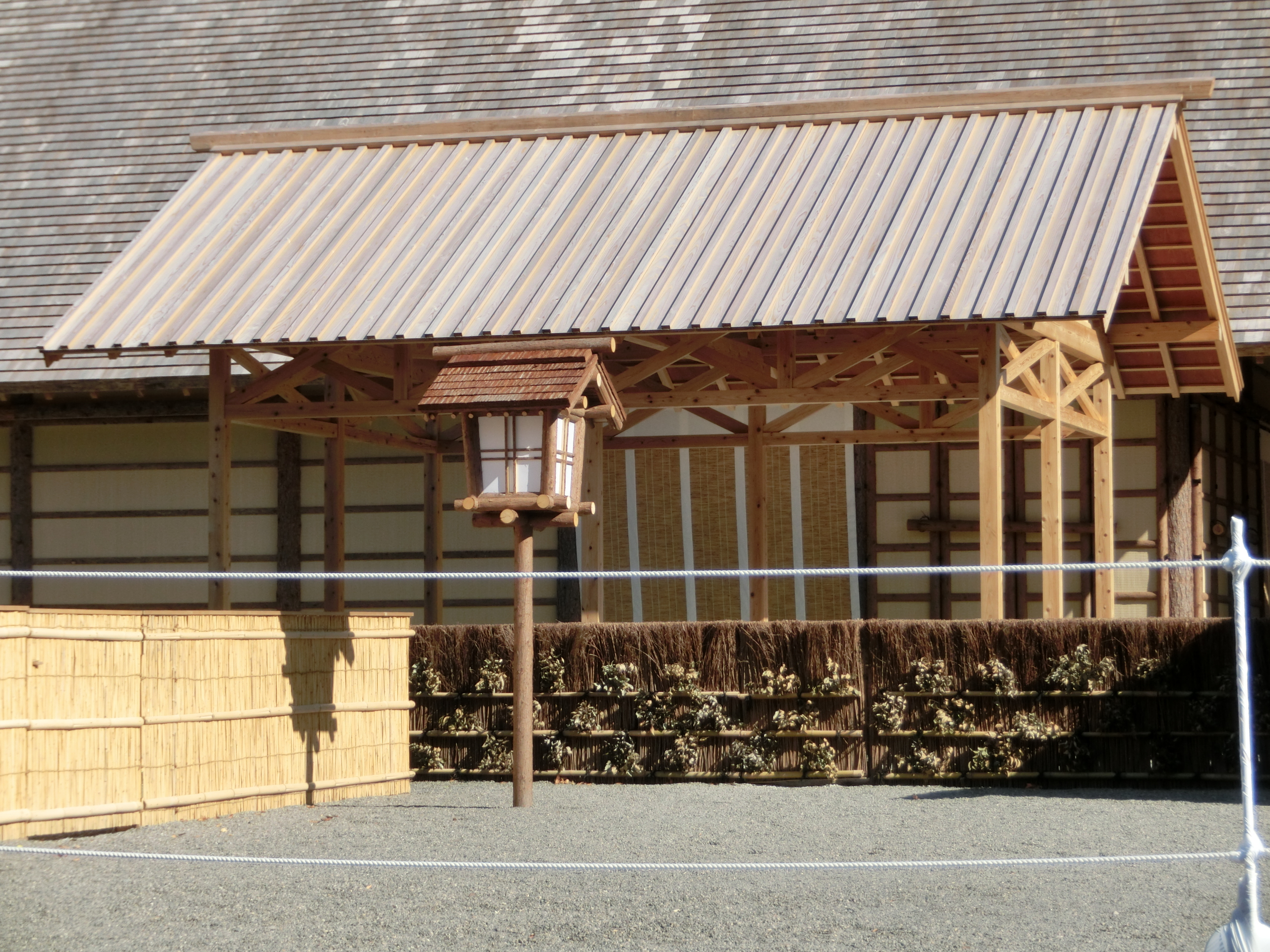
Gakusha occidentale.
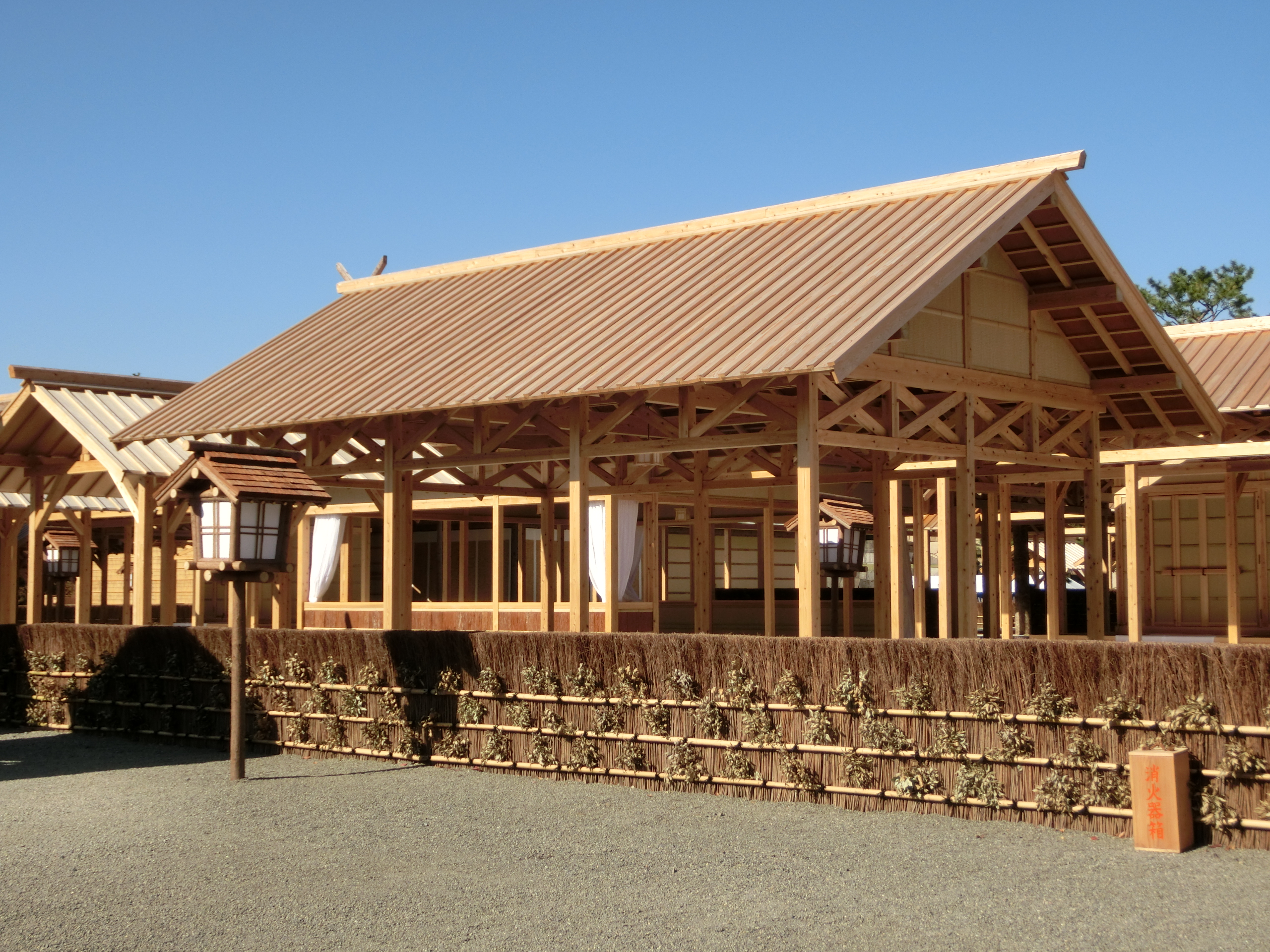
Fuzokuutakuzu no inishieburi no aku orientale.
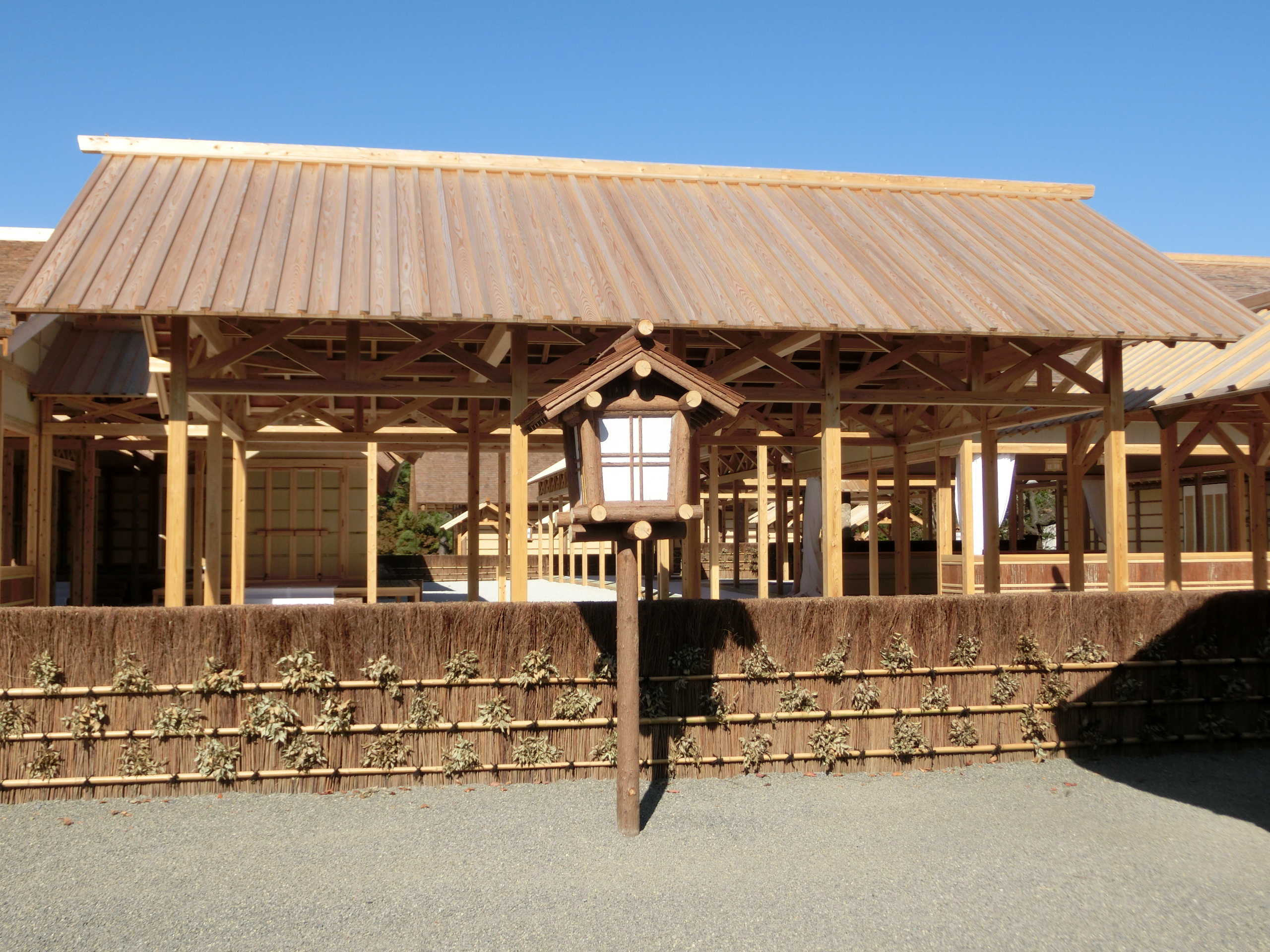
Fuzokuutakuzu no inishieburi no aku occidentale.
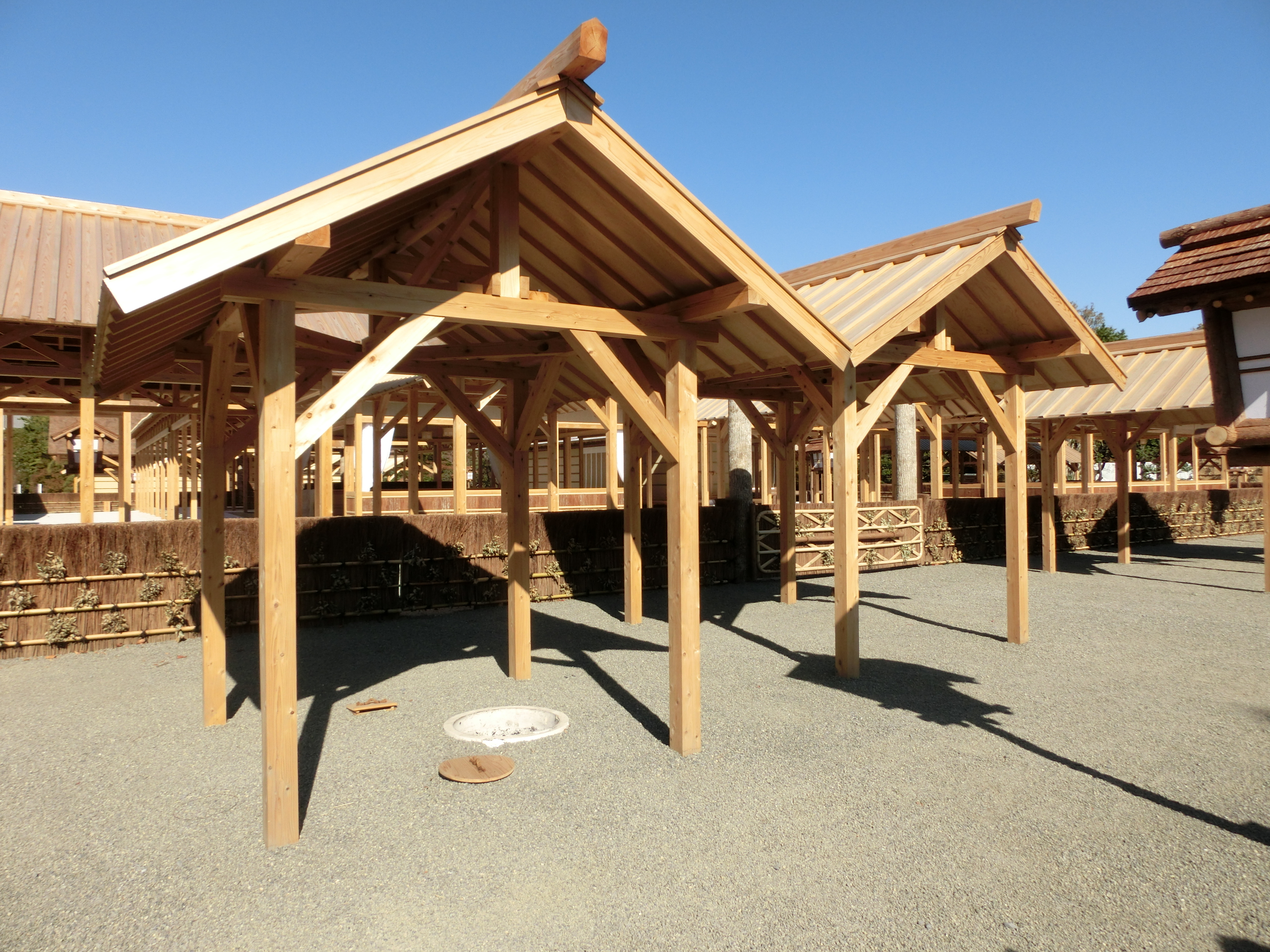
Emon'aku e teiryōsha sudoccidentali.
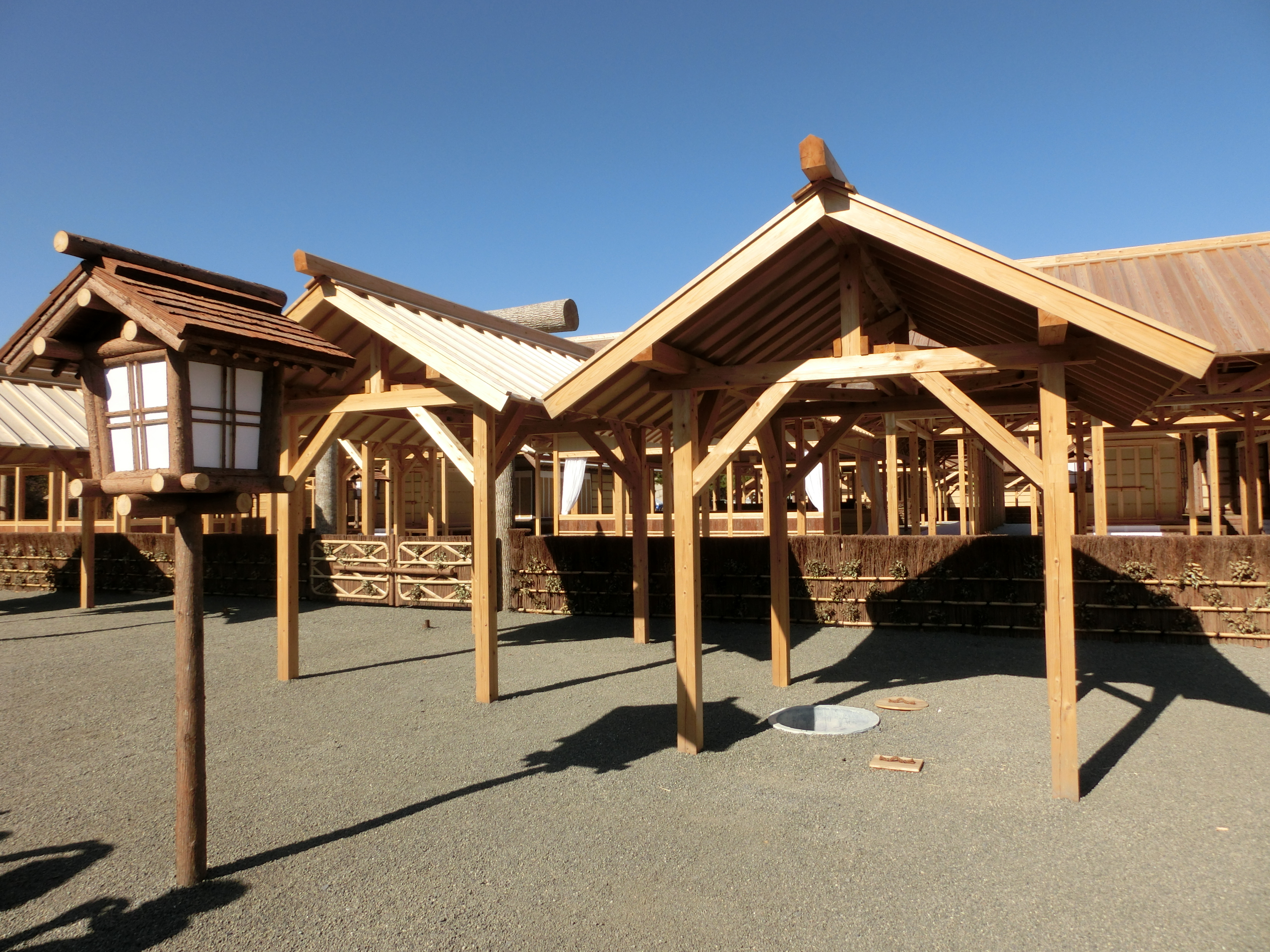
Emon'aku e teiryōsha sudorientali.
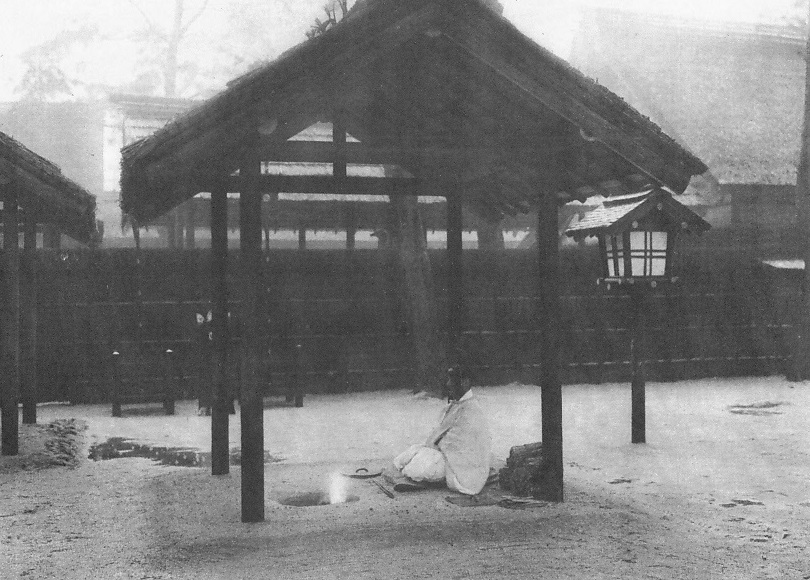
Tairyosha dell'era Shōwa con addetto al fuoco.
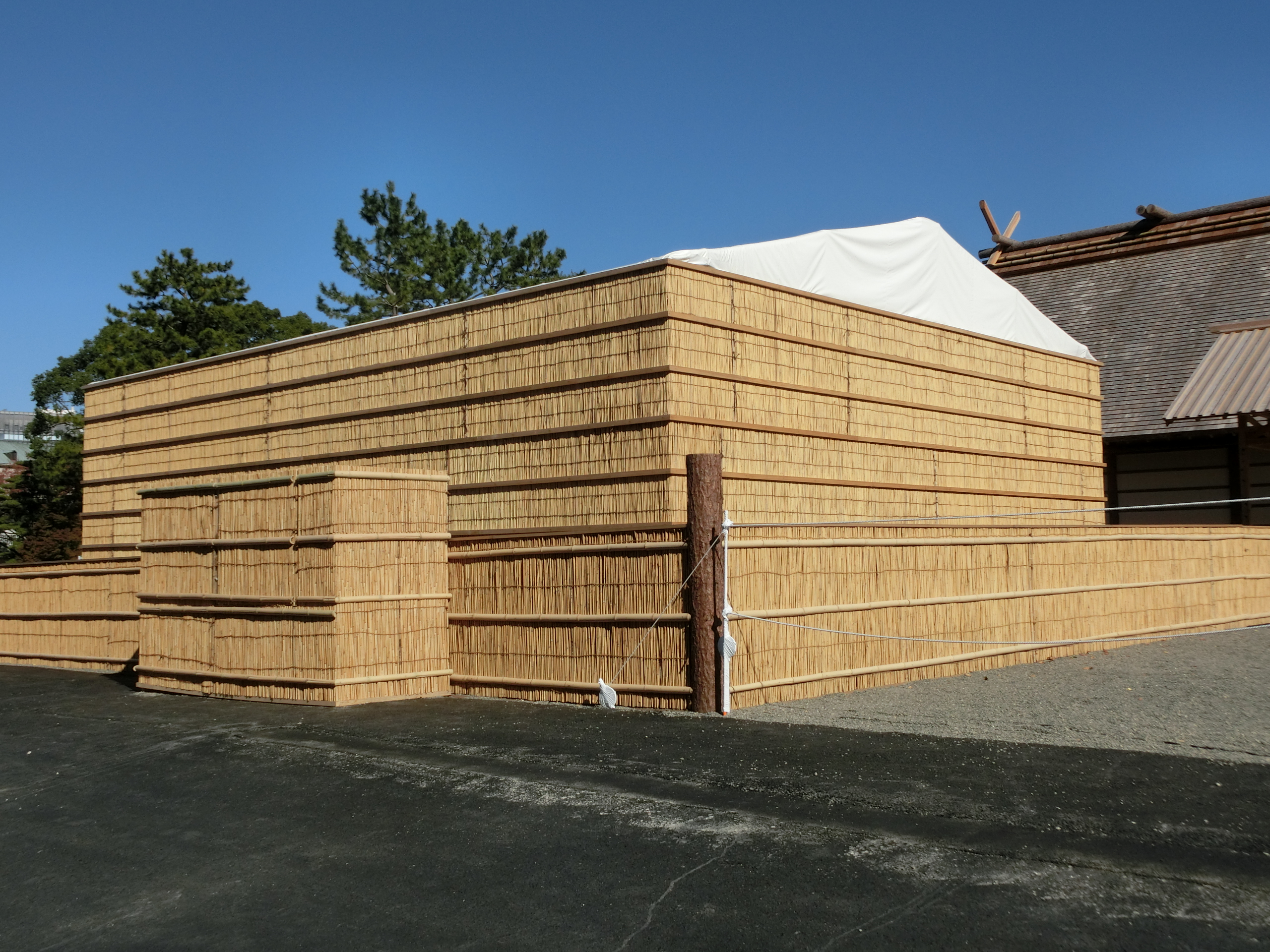
Saiko.
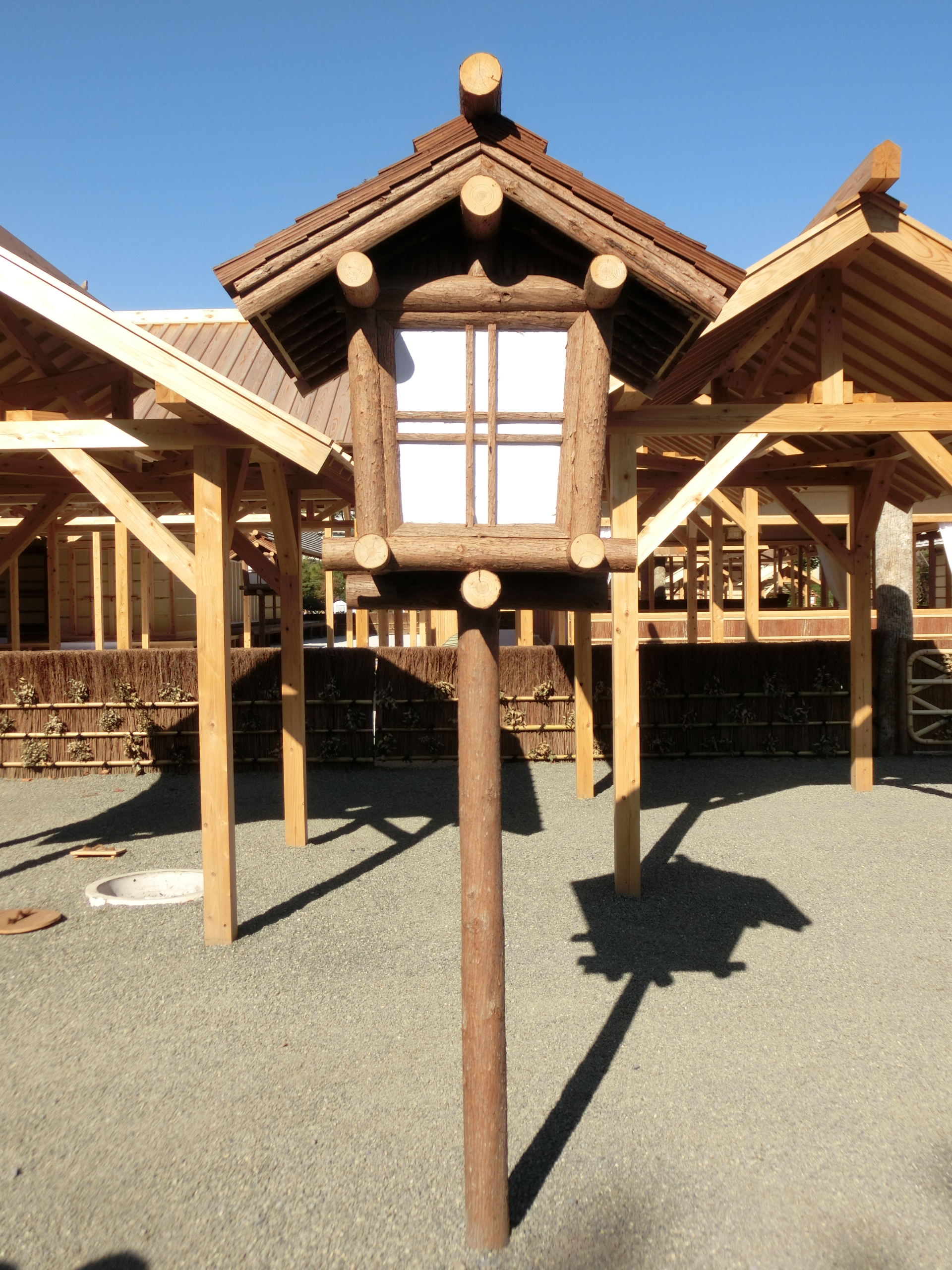
Kuroki tōrō.
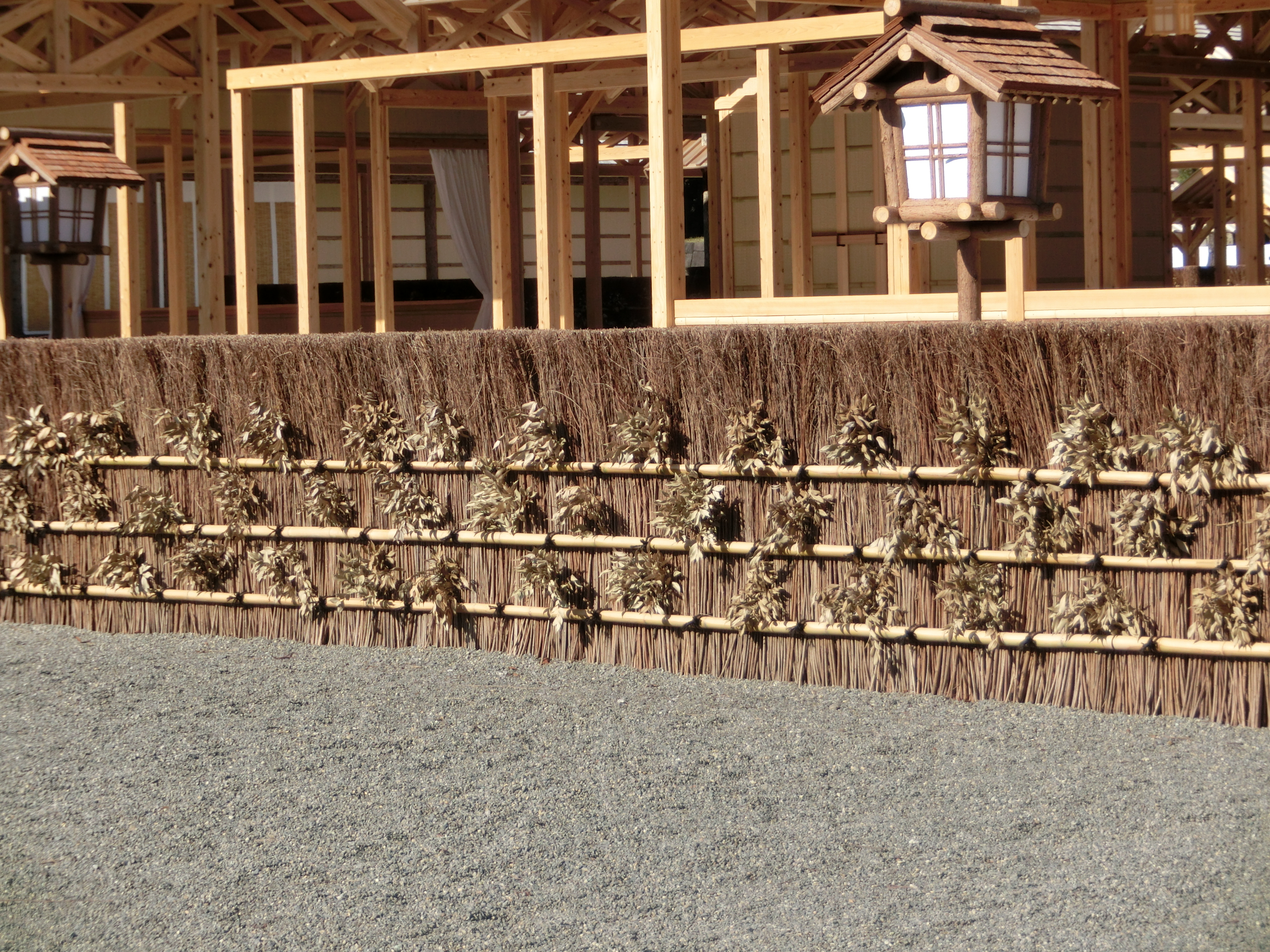
Shibagaki.
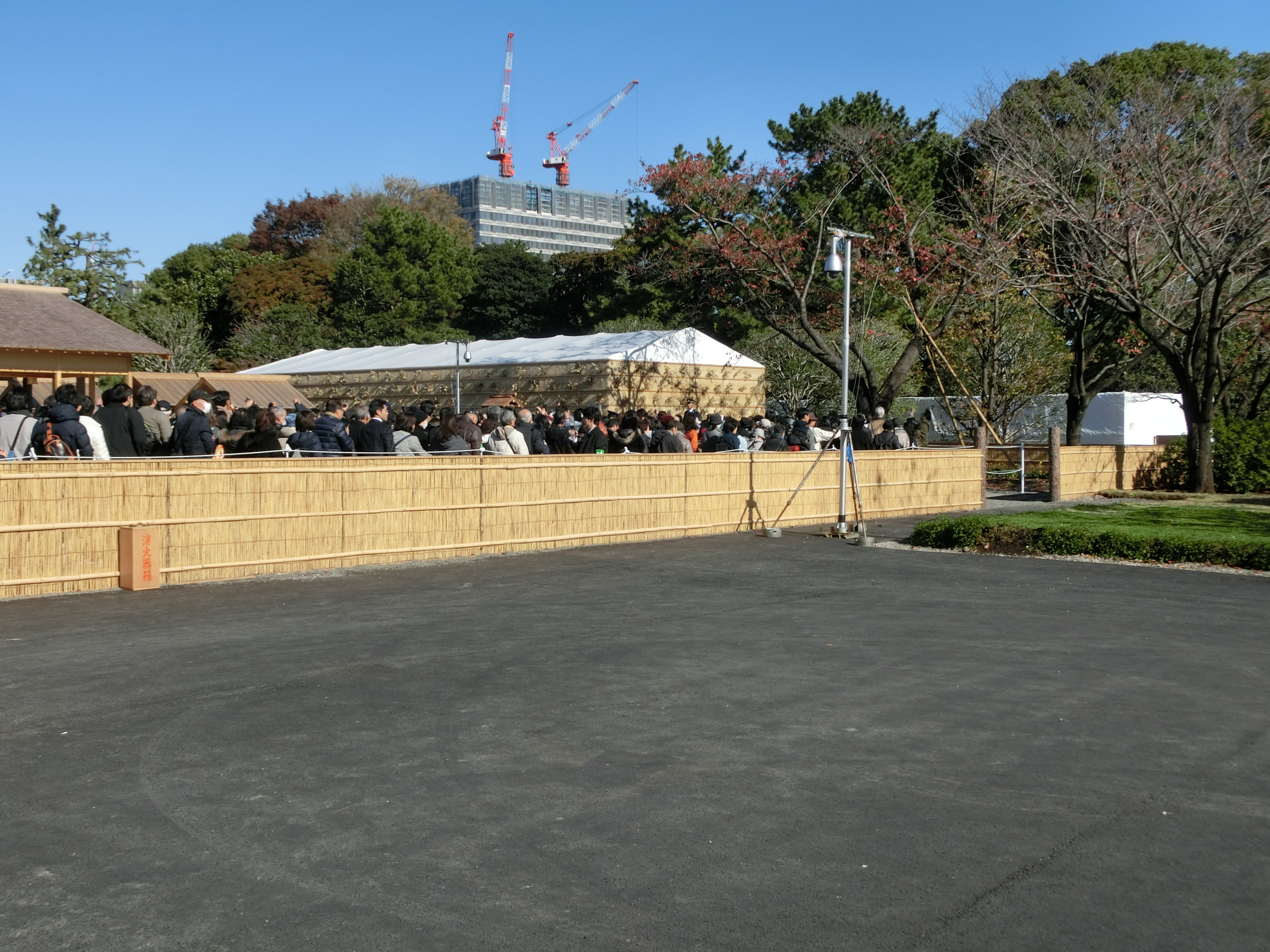
Gaishūgaki.
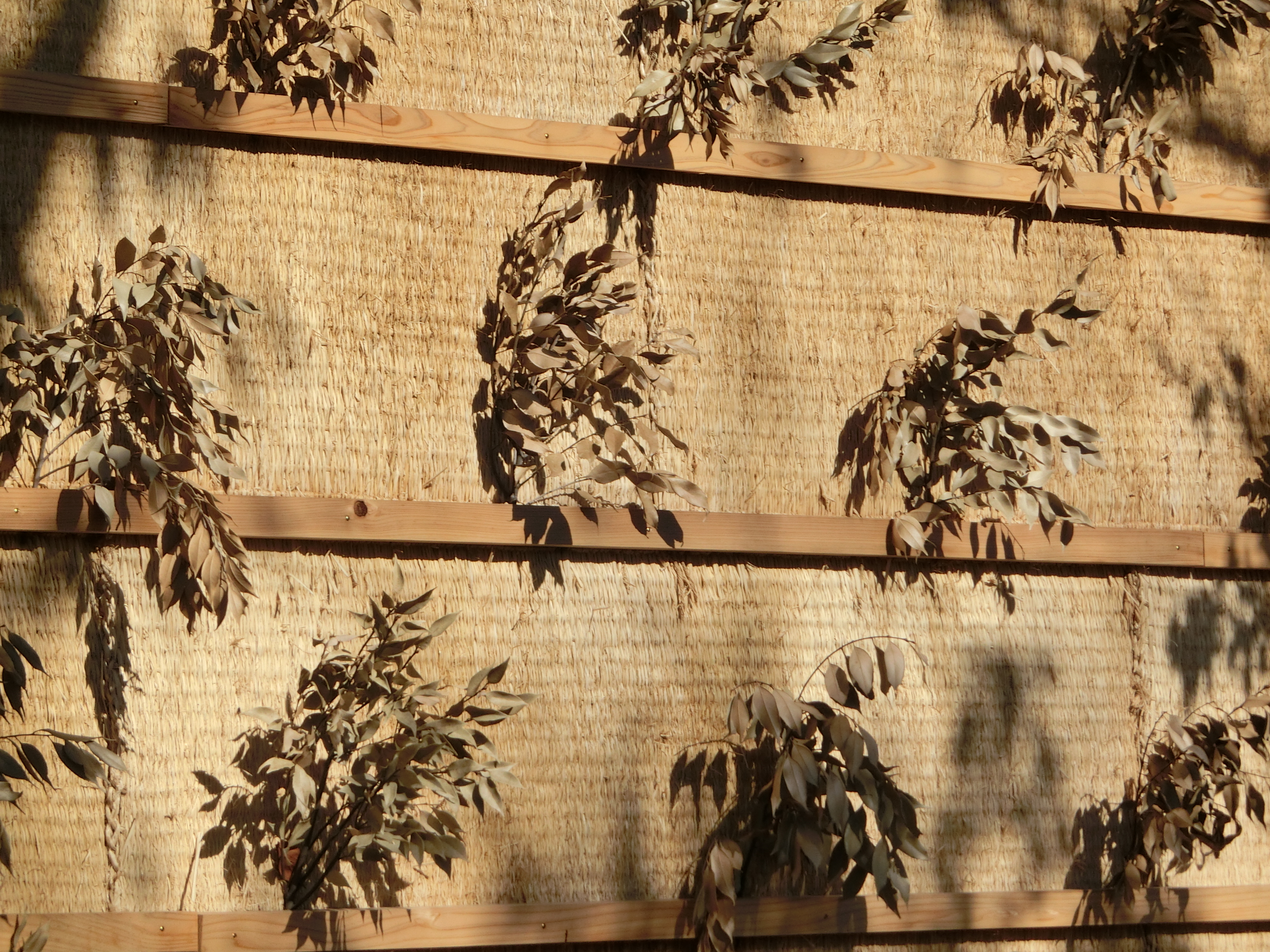
Shii no wae sulle pareti del kashiwaya.
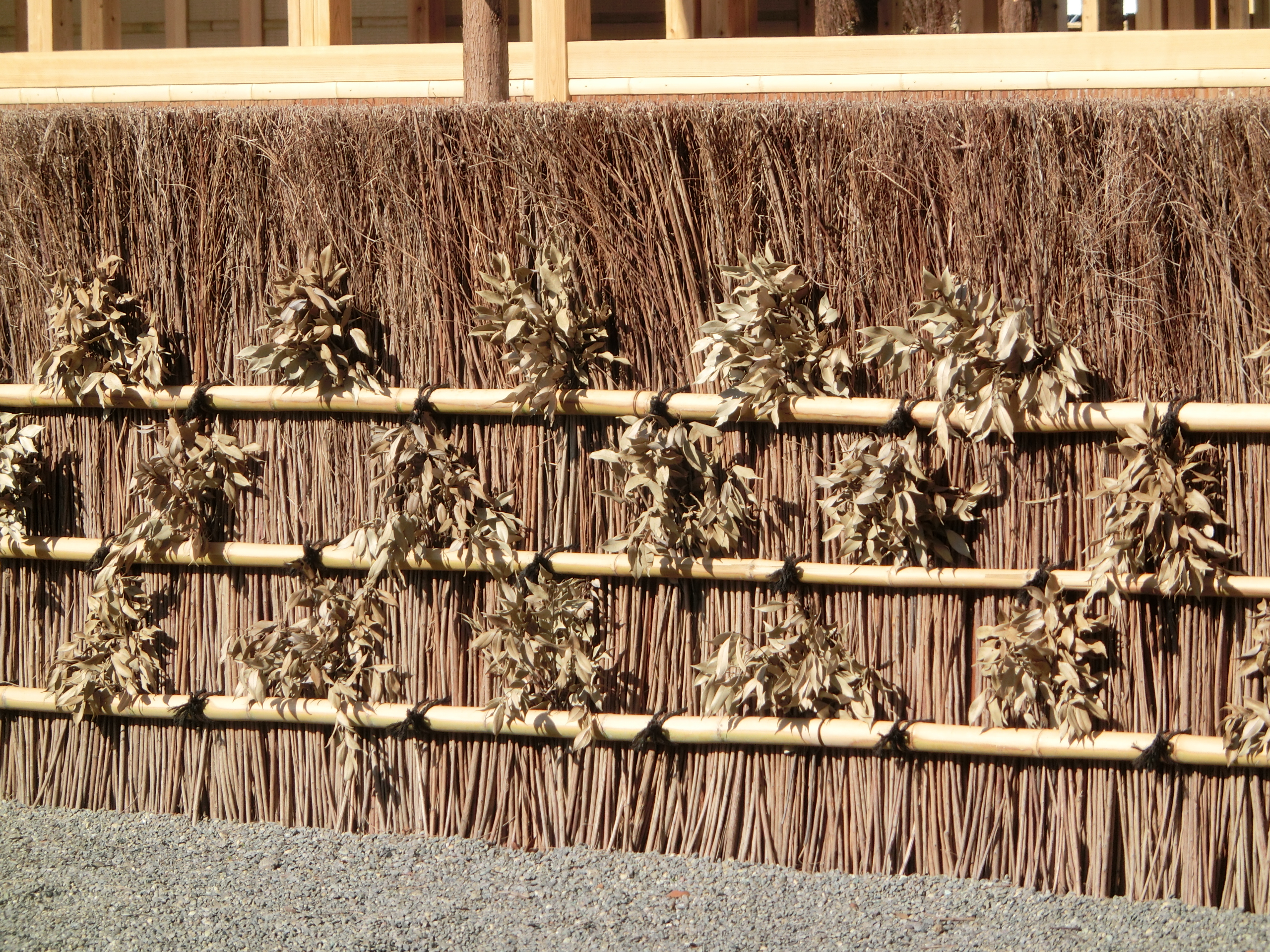
Shii no wae sullo shibagaki.

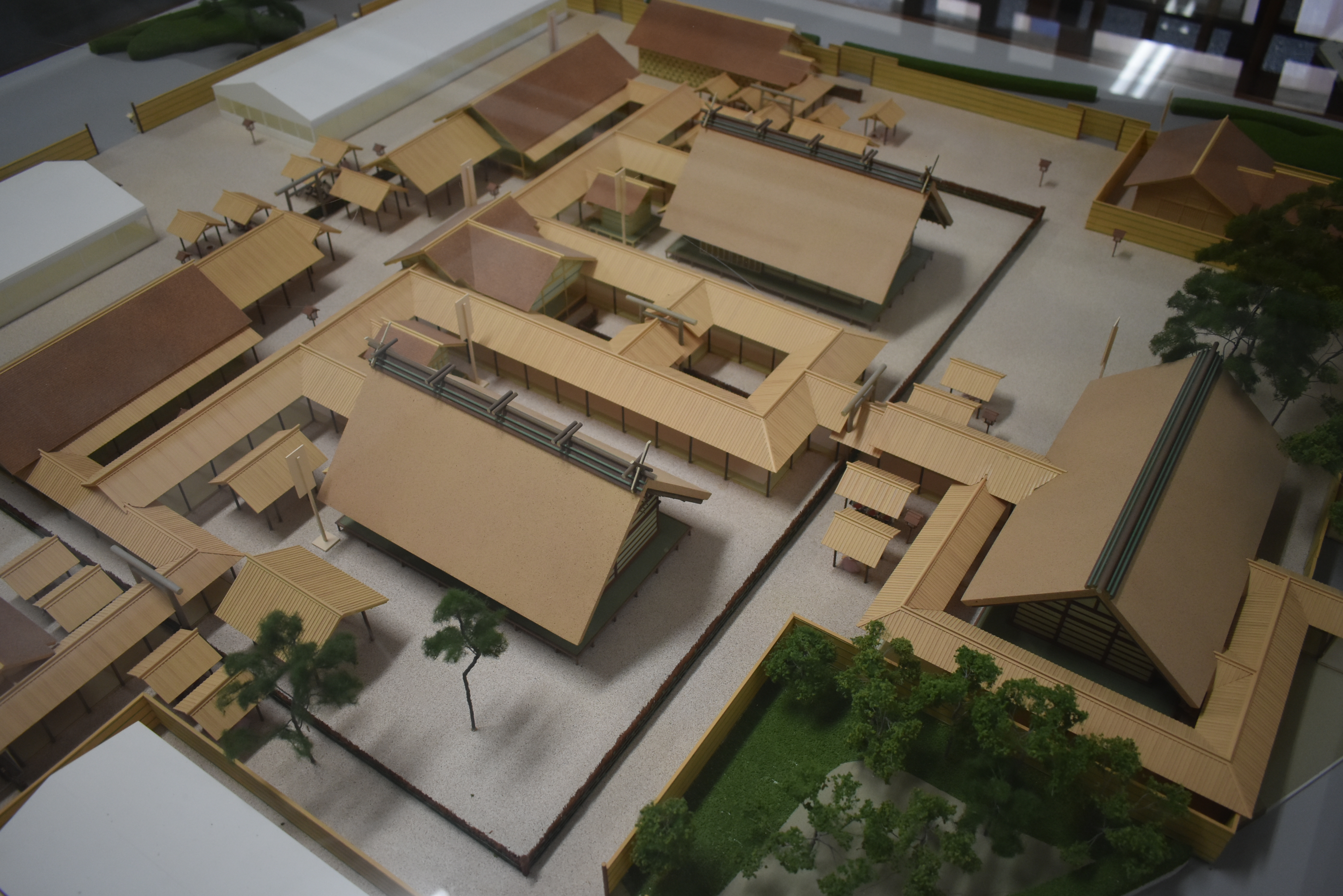
Daijōkyū dell'imperatore Naruhito.

### Preparazione al daijōsai
Il primo evento legato al daijōsai è la scelta dei campi (斎田点定の儀?, saiden-tentei no gi) nei quali verrà coltivato il riso cerimoniale. La scelta avviene mediante divinazione con ossi di tartaruga e attualmente solo le due prefetture interessate vengono comunicate subito. Il riso deve provenire da un campo (斎田?, saiden) situato nel Giappone orientale (悠紀?, Yuki) e da uno nel Giappone occidentale (主基?, Suki); inoltre, le famiglie dei contadini coinvolti nella coltivazione devono essere in perfetta salute.
Prima dell'inizio della costruzione del daijōkyū il terreno di costruzione viene purificato (大嘗宮地鎮祭?, daijōkyū-jichinsai). Successivamente, un giorno prima della cerimonia del raccolto (斎田抜穂の儀?, saiden-nukiho no gi), si tiene un rito di purificazione (斎田抜穂前一日大祓?, saiden-nukiho-zen-ichinichi-ōharai) per le anime dei contadini coinvolti nel raccolto e degli inviati imperiali (大祓使?, ōharaeshi).
Avviene poi la consegna del riso (悠紀主基両地方新穀供納?, Yuki-Suki-ryō-chihō-shinkoku-kyōno). Parte di questo viene conservato mentre altro riso è utilizzato per la produzione di sake, anch'esso usato durante il rituale. Il riso e il sake sono conservati all'interno di santuari temporanei (仮屋?, kariya) come oggetti sacri (御神体?, go-shintai).
L'intero mese di novembre fino al daijōsai è chiamato piccolo digiuno (散斎?, araimi) e tutte le persone coinvolte nel rituale devono astenersi dal contatto con qualsiasi forma di impurità, in questo periodo, messi imperiali sono inviati al santuario di Ise (神宮に勅使発遣の儀?, Jingū ni chokushi-hakken no gi); i due giorni precedenti il rituale e il giorno stesso del daijōsai sono chiamati grande digiuno (致斎?, maimi): due giorni prima del daijōsai si tiene il rito di purificazione dell'imperatore e dell'imperatrice (大嘗祭前二日御禊?, daijōsai-zen-futsuka-gokei) e della Famiglia Imperiale (大嘗祭前二日大祓?, daijōsai-zen-futsuka-ōharai), il giorno precedente il rituale si tengono una cerimonia per allontanare gli spiriti maligni dal daijōkyū (大嘗祭前一日大嘗宮鎮祭?, daijōsai-zen-ichinichi-daijōkyū-chinsai) e una preghiera per calmare l'anima dell'imperatore affinché non lasci il suo corpo prima del daijōsai (大嘗祭前一日鎮魂の儀?, daijōsai-zen-ichinichi-chinkon no gi).
Il giorno del daijōsai, i messaggeri imperiali fanno offerte al santuario di Ise (大嘗祭当日神宮に奉幣の儀?, daijōsai-tōjitsu-Jingū no hōhei no gi), al santuario imperiale di Amaterasu (大嘗祭当日賢所大御饌供進の儀?, daijōsai-tōjitsu-kashikodokoro-ōmike-kyōshin no gi), agli antenati e a tutti gli dei del Giappone (大嘗祭当日皇霊殿神殿に奉告の儀?, daijōsai-tōjitsu-kōreiden-shinden ni hōkoku no gi) per annunciare che il daijōsai sta per avere luogo.

### Svolgimento del daijōsai
Alle 10 del mattino una processione di cinquemila persone si avvia dai santuari in cui sono tenute le offerte verso il daijōkyū. Alle 14 la processione entra nel santuario, il riso viene cucinato e, sotto la supervisione del dipartimento dei rituali di corte (掌典職?, shōtenshoku) il Sukiden e lo Yukiden vengono preparati per ospitare le divinità (神座奉安?, kamiza-hōan).
Il passo successivo è la cerimonia del bagno (廻立殿の儀?, kairyūden no gi): alle 17 l'imperatore lascia il Palazzo Imperiale e si reca al kairyūden, esegue il bagno rituale (小忌の御湯?, omi no onyu) indossando ancora la sua veste (帷?, tobari), toglie la veste e ne indossa una nuova per asciugarsi. Dopo il bagno, gli viene offerto un unguento (御河薬?, okawa-kusuri) simile ai sali delle sorgenti termali da usare per lavarsi le mani e indossa infine i sui abiti cerimoniali. Nel frattempo, anche l'Imperatrice indossa i suoi abiti.

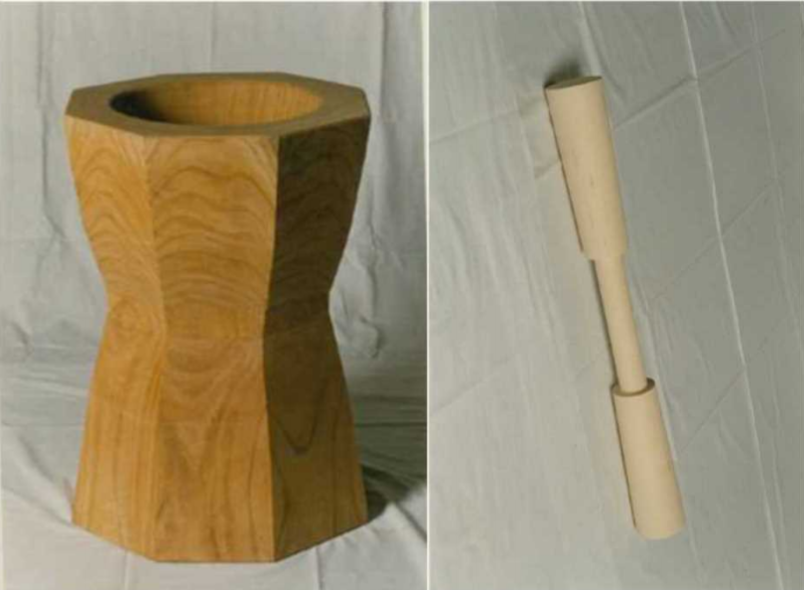
Mortaio e pestello.

Contemporaneamente al bagno e alla vestizione, nelle kashiwaya si svolge la trebbiatura del riso (稲舂?, inatsuki), anche se, in realtà, il cereale coinvolto in questa cerimonia è il panìco. Tre dame di corte (采女?, uneme) pestano il panìco con mortaio (臼?, usu) e pestello (杵?, kine), mentre alcuni musicisti suonano e cantano delle canzoni di trebbiatura (稲舂歌?, inutsuki-uta) tradizionali delle regioni di Yuki e Suki. Nel processo sono coinvolti anche un cerimoniere (掌典?, shōten) e due assistenti cerimonieri (掌典補?, shōten-ho), sette cantanti, tre suonatori di koto e un suonatore di tamburo. Contemporaneamente, le altre offerte vengono portate nei cortili del santuario. Inoltre, in questo momento venti guardie si posizionano ai cancelli, sei a nord e a sud e quattro a est e a ovest, poi sei dignitari entrano dal cancello meridionale e si posizionano negli igiaku. I fuochi del giardino vengono accesi.

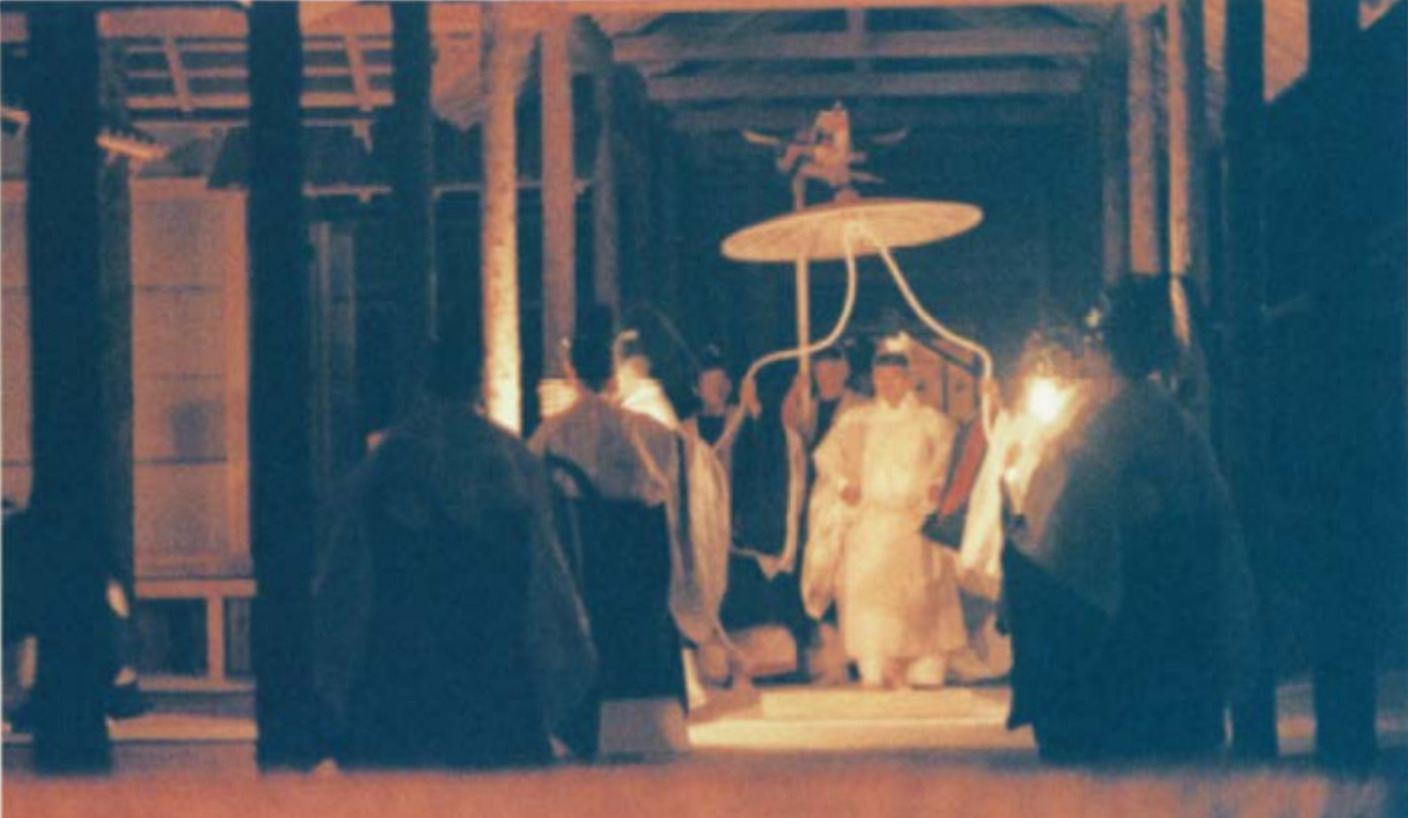
Daijōsai dell'imperatore Akihito.

Alle 18, l'imperatore esce dal kairyūden e si dirige verso lo Yukiden. In questo momento, chambia il suo copricapo da quello usato durante l'intronizzazione a uno nuovo avvolto da un nastro di seta bianca (幘の御冠?, saku no mi-kanmuri); un grande ombrello di paglia (御菅蓋?, o-kangai) viene trasportato sopra di lui per impedire che sia toccato dagli spiriti maligni dell'aria, i suoi passi vengono illuminati da candele (脂燭?, shishoku). Il pavimento del corridoio di legno è coperto da un singolo tappeto (布単?, futan). Inoltre, un tappeto di paglia (葉薦?, hagomo) viene srotolato davanti all'imperatore. Quando i portatori dei due tesori sacri Yasakani-no-Magatama e Ama-no-Murakumo-no-Tsurugi, l'imperatore e i due valletti che portano il suo strascico sono passati, il tappeto di paglia viene arrotolato nuovamente. Il sentiero che appare solo per il passaggio della processione è chiamato goendō (御筵道?). Giunto allo Yukiden, l'imperatore si siede nella stanza esterna del santuario, i tesori sacri vengono posati su un altare e i membri maschi della Famiglia Imperiale si dirigono verso l'omiakusha.
Dopo il corteo dell'imperatore, viene il corteo dell'imperatrice, che entra nel chōden ed è seguita dai membri femminili della Famiglia Imperiale, che entrano del dengaiomiakusha.
L'imperatore guida dunque il rituale delle offerte allo Yukiden (悠紀殿供饌の儀?, Yukiden-kyōsen no gi), che dura circa tre ore. Alle 21, egli esce dallo Yukiden e si dirige nuovamente al kairyūden, e lì attende. A mezzanotte, l'imperatore lascia nuovamente il kairyūden e la stessa processione si ripete verso il Sukiden, dove avviene il rituale delle offerte al Sukiden (主基殿供饌の儀?, Sukiden-kyōsen no gi). Alle 3 finisce la cerimonia e avviene nuovamente il ritorno al kairyūden.

### Offerte cerimoniali
I due rituali nello Yukiden e nel Sukiden si svolgono alla stessa maniera. In passato, i passaggi del rituale non erano noti, tuttavia, con l'entrata in vigore della nuova Costituzione, trattandosi di una cerimonia finanziata dallo Stato, il governo ha dovuto rendere noti alcuni dettagli. Quando l'imperatore entra nell'anticamera dello Yukiden e del Sukiden, una serie di assistenti lo seguono a turno per eseguire canti, offerte e discorsi, l'ordine è il seguente:
1. I funzionari dell'Agenzia della Casa Imperiale entrano accompagnati da 12 cantanti kuzu e 12 suonatori di flauto. Attualmente i suonatori provengono dall'orchestra dell'Agenzia della Casa Imperiale.
2. I governatori delle regioni di Yuki o di Suki entrano accompagnati da poeti delle rispettive regioni, che suonano e recitano poesie religiose tipiche delle due zone.
3. A turno, l'imperatrice, il Principe Ereditario e gli altri membri della Famiglia Imperiale si recano al santuario e si inchinano due volte, poi battono due volte le mani e infine si inchinano un'ultima volta, poi ritornano ai rispettivi edifici.

La parte successiva prevede che le dame di corte portino le offerte (神饌行立?, shinsengyōryū) che l'imperatore dovrà porgere agli dei. La processione avviene come segue:
1. Due assistenti cerimonieri portano delle candele.
2. Un cerimoniere porta un bastone di legno intagliato (削木?, kezuriki).
3. Un cerimoniere porta un catino (海老鰭盥槽?, ebihire-taraisō) la cui forma ricorda la coda di un gambero, usato per accogliere l'acqua versata durante il rito.
4. Un cerimoniere porta una brocca (多志良加?, tashiraka) usata per versare l'acqua durante il lavaggio delle mani.
5. La prima dama di corte (陪膳采女?, haizen-uneme) porta un cestino (御刀子筥?, on-katanabako) contenente un mazzo di paglia (藁穂?, waraho), stuzzicadenti (楊枝?, yōji) e un coltello di legno (木製の小刀?, mokusei no kogatana), tutti oggetti usati per pulirsi la bocca.
6. La seconda dama di corte (後取采女?, shindori-uneme) porta un cestino (御巾子筥?, on-tanagoibako) contenente un asciugamano di canapa.
7. Una dama di corte porta la tovaglia della divinità (神食薦?, kamisugomo).
8. Una dama di corte porta la tovaglia dell'imperatore (御食薦?, misugomo).
9. Una dama di corte porta una scatola di bacchette (御箸筥?, o-hashibako), che ne contiene sei paia fatte di bambù.
10. Una dama di corte porta i piatti per le offerte (御枚手筥?, on-hiradebako). Questi sono quaranta cestini fatti con foglie di quercia dove saranno posizionate le offerte nella parte successiva del rituale.
11. Una dama di corte porta una ciotola di riso e panìco (御飯筥?, o-monobako).
12. Una dama di corte porta una ciotola di pesce fresco (鮮物筥?, namamonobako). All'interno si trovano: pagro salato (甘塩鯛?, amajio-tai), calamari (烏賊?, ika), abalone sotto aceto (酢締鮑?, sujime-awabi) e salmone (鮭?, sake).
13. Una dama di corte porta una ciotola di pesce essiccato (干物筥?, karamonobako). All'interno si trovano: abalone al vapore (蒸鮑?, mushi-awabi), tonnetto striato (鰹?, katsuo), pagro essiccato (干鯛?, hidai) e carango essiccato (干鯵?, hiaji).
14. Una dama di corte porta una ciotola di dolci (御菓子筥?, on-konomibako). All'interno si trovano: giuggiole essiccate (干棗?, hinatsume), castagne fresche (生栗?, namaguri), castagne pestate (搗栗?, kachiguri) e cachi essiccati (干柿?, hoshigaki).
15. Un cerimoniere porta una zuppa di abalone (蚫汁漬?, awabi no shirutsuke).
16. Un cerimoniere porta una zuppa di alghe (海藻汁漬?, kaisō no shirutsuke).
17. Due assistenti cerimonieri portano due tazze vuote (空盞?, kōsan).
18. Due assistenti cerimonieri portano il tavolo della zuppa (御羹八足机?, atsumono no yaashi no tsukue), un tavolino a otto gambe con due ciotole di zuppa di pesce.
19. Due assistenti cerimonieri portano il tavolo del sake (御酒八足机?, miki-yaashi no tsukue), con due caraffe di sake bianco (白酒?, shiroki) e due di sake nero (黒酒?, kuroki). Il sake nero viene attualmente prodotto aggiungendo semi di sesamo al sake per tingerlo.
20. Due assistenti cerimonieri portano il tavolo della zuppa di riso (御粥八足机?, o-kayu-yaashi no tsukue), con quattro ciotole di riso e quattro supporti.
21. Due assistenti cerimonieri portano il tavolo per le offerte (御直会八足机?, on-naorai-yaashi no tsukue), con quattro caraffe di sake bianco, quattro di sake nero e due pile di tazze.

Finita la processione, il sacerdote con il bastone intagliato recita una preghiera e l'imperatore entra nella stanza interna del santuario, mentre i musicisti suonano. Il cerimoniere capo (掌典長?, shōtenchō), il secondo cerimoniere (掌典次長?, shōtenjichō) e il gran ciambellano (侍従長?, jijūchō) attendono l'imperatore nella stanza esterna, insieme alla dame di corte. Solo alla prima e alla seconda dama di corte è concesso entrare nel santuario interno. Queste portano le tovaglie dell'imperatore e della divinità e vi posano i cestini delle offerte, inoltre offrono all'imperatore la brocca e il catino per lavarsi le mani. L'imperatore, quindi posa le offerte (親供?, oyakyō) nel piatto della divinità secondo le porzioni prestabilite, processo che dura circa un'ora e mezza e che prevede 444 passaggi per l'imperatore e 60 passaggi per le dame di corte. Una volta terminato, l'imperatore stesso mangia le offerte. Infine, le dame di corte gli offrono il catino per lavarsi le mani e gli strumenti per pulirsi la bocca, portano via le offerte rimaste che andranno sepolte, e la processione di ritorno avviene allo stesso modo.

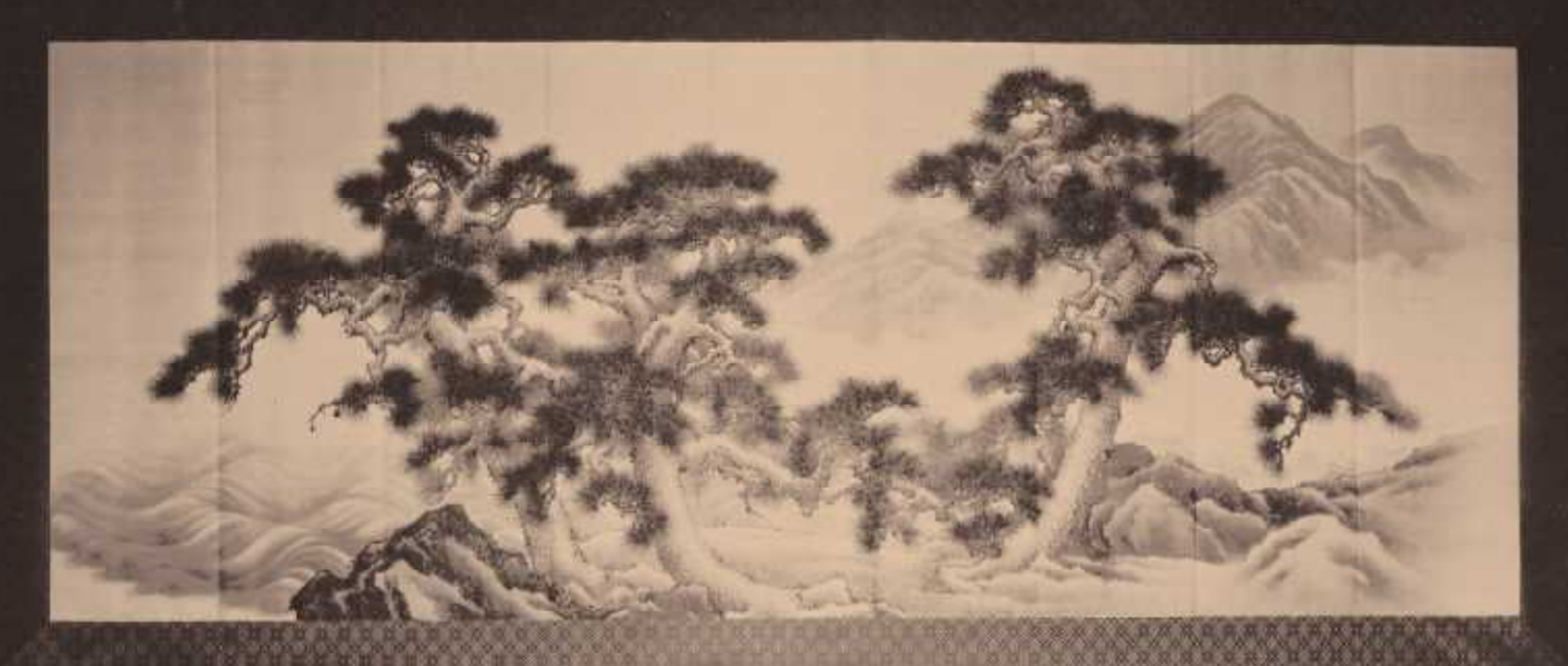
Nishiki no zenjō.

### Banchetto
Il giorno successivo al daijōsai, si svolge un rituale di ringraziamento per lo svolgimento pacifico (大嘗祭後一日大嘗宮鎮祭?, daijōsai-go-ichinichi-daijōkyū-chinsai). Successivamente, si tiene un banchetto cerimoniale (大饗の儀?, daikyō no gi) durante il quale un grande schermo piegevole (錦軟障?, nishiki no zenjō) viene eretto alle spalle dei troni dell'imperatore e dell'imperatrice. Ai lati si trovano due paravento dipinti che rappresentano le bellezze naturali delle quattro stagioni nelle regioni di Yuki (悠紀地方風俗歌屛風?, Yuki-chihō-fūzokuuta-byōbu), situato a sinistra, dal lato dell'imperatrice, e Suki (主基地方風俗歌屛風?, Suki-chihō-fūzokuuta-byōbu), a destra, dal lato dell'imperatore, accompagnate da due poesie scritte per l'occasione. Inoltre, due sculture d'argento (洲浜台?, suhamadai) raffiguranti paesaggi delle due regioni sono posizionate davanti all'imperatore e all'imperatrice. Dopo l'ingresso, accompagnato dalla spada e dal gioiello, l'imperatore fa un discorso a cui il Primo Ministro risponde. All'imperatore, all'imperatrice e ai presenti vengono portati sake bianco e nero e quindici offerte alimentari (献物?, kenmotsu) selezionate da ciascuna delle regioni di Suki e Yuki.

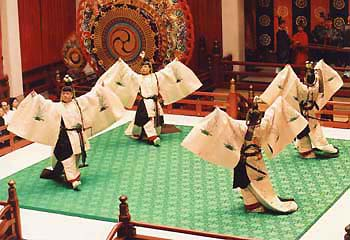
Fuzoku-mai di Yuki.

Dopo il banchetto, quattro danzatori eseguono la danza Kume (久米舞?, Kume-mai), una delle più antiche forme di danza ancora esistenti in Giappone, caratterizzata da danzatori vestiti di rosso e armati di spade con cui simulano un combattimento.

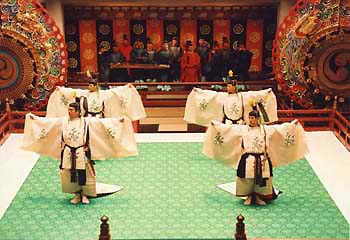
Fuzoku-mai di Suki.

Dopo la danza, l'imperatore e l'imperatrice ricevono altre offerte e danze tipiche (風俗舞?, fuzoku-mai) delle regioni di Yuki e Suki vengono eseguite. La musica, i testi e le coreografie di queste danze vengono create per ogni daijōsai basandosi sui canti tradizionali delle due regioni. In entrambi i casi, si esibiscono quattro danzatori.
Per finire, cinque danzatrici eseguono la danza delle cinque stagioni (五節舞?, gosechi no mai), accompagnate da musica imperiale (大歌?, ōuta). Le cinque danzatrici sono normalmente scelte fra le figlie dei membri dell'Agenzia della Casa Imperiale e danzano utilizzando un ventaglio come principale oggetto scenico.
Dopo la danza, composizioni floreali (挿華?, kazashi) in argento vengono offerte all'imperatore, all'imperatrice e a tutti i presenti, dopodiché l'imperatore e l'imperatrice lasciano la sala.
Lo stesso banchetto si tiene due volte, prima in presenza dei rappresentanti nazionali e poi dei rappresentanti regionali.

L'ultimo evento collegato al daijōsai è il rito di purificazione della terra (大嘗祭後大嘗宮地鎮祭?, daijōsai-go-daijōkyū-jichinsai) effettuato dopo lo smantellamento del daijōkyū.

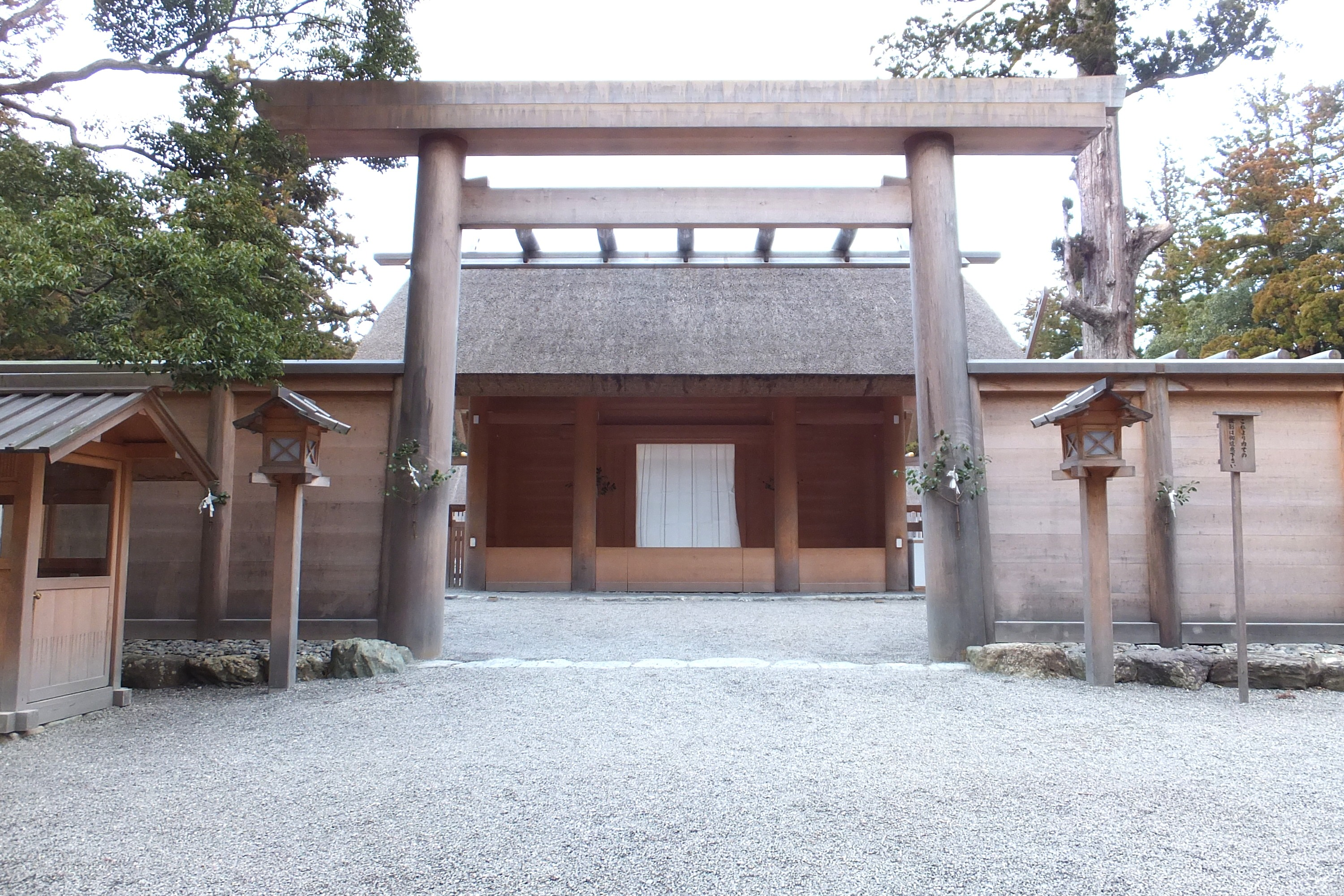
Santuario esterno di Ise.

## Cerimonie successive all'intronizzazione e al daijōsai
- Visita al santuario di Ise dopo l'intronizzazione e il daijōsai (即位礼及び大嘗祭後神宮に親謁の儀?, sokuirei-oyobi-daijōsai-go Jigū ni shin'etsu no gi) dopo le offerte del daijōsai, l'imperatore si reca presso il santuario di Ise per fare offerte alla dea Amaterasu, sia al santuario esterno sia al santuario interno.

- Visita alla tomba dell'imperatore Jinmu e dei quattro imperatori precedenti (即位礼及び大嘗祭後神武天皇山陵及び前四代の天皇山陵に親謁の儀?, sokuirei-oyobi-daijōsai-go Jinmu-Tennō-sanryō-oyobi-zenyondai-no-Tennō-sanryō ni shin'etsu no gi): l'imperatore si reca presso le tombe dell'imperatore Jinmu e degli ultimi quattro imperatori defunti per fare offerte.

- Cerimonia del tè (茶会?, chakai): una cerimonia del tè durante la visita a Kyoto, a cui sono invitati rappresentanti di vari campi della regione del Kansai, che è stata profondamente legata alla Famiglia Imperiale fin dai tempi antichi.
- Visita al santuario del palazzo (即位礼及び大嘗祭後賢所に親謁の儀?, sokuirei-oyobi-daijōsai-go kashikodokoro ni shin'etsu no gi): l'imperatore visita per la prima volta i tre santuari imperiali. In particolare, questa è la cerimonia durante la quale l'imperatore prende possesso del santuario che ospita il terzo tesoro sacro, lo specchio Yata no Kagami (八咫鏡?).
- Visita al mausoleo imperiale e al santuario di tutti i kami (即位礼及び大嘗祭後皇霊殿神殿に親謁の儀?, sokuirei-oyobi-daijōsai-go kōreiden shinden ni shin'etsu no gi) l'imperatore visita gli altri due santuari imperiali, ossia quello che ospita gli spiriti di tutti gli imperatori e membri della Casa Imperiale e quello che ospita tutti gli otto milioni di kami del Giappone.
- Kagura del santuario (即位礼及び大嘗祭後賢所御神楽の儀?, sokuirei-oyobi-daijōsai-go kashikodokoro mikagura no gi): un rituale durante il quale una danza religiosa viene eseguita presso i santuari imperiali.

## Galleria d'immagini

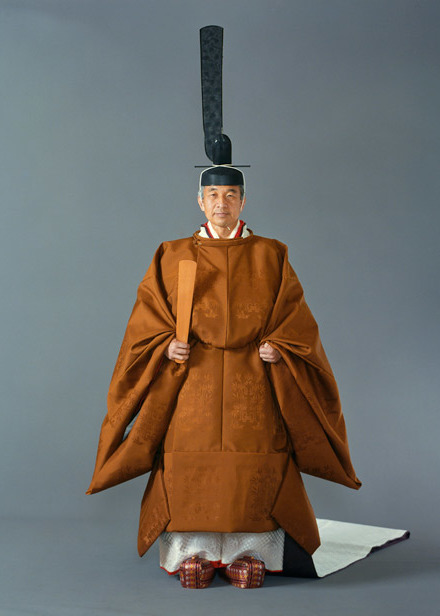
L'imperatore Akihito in abiti cerimoniali.
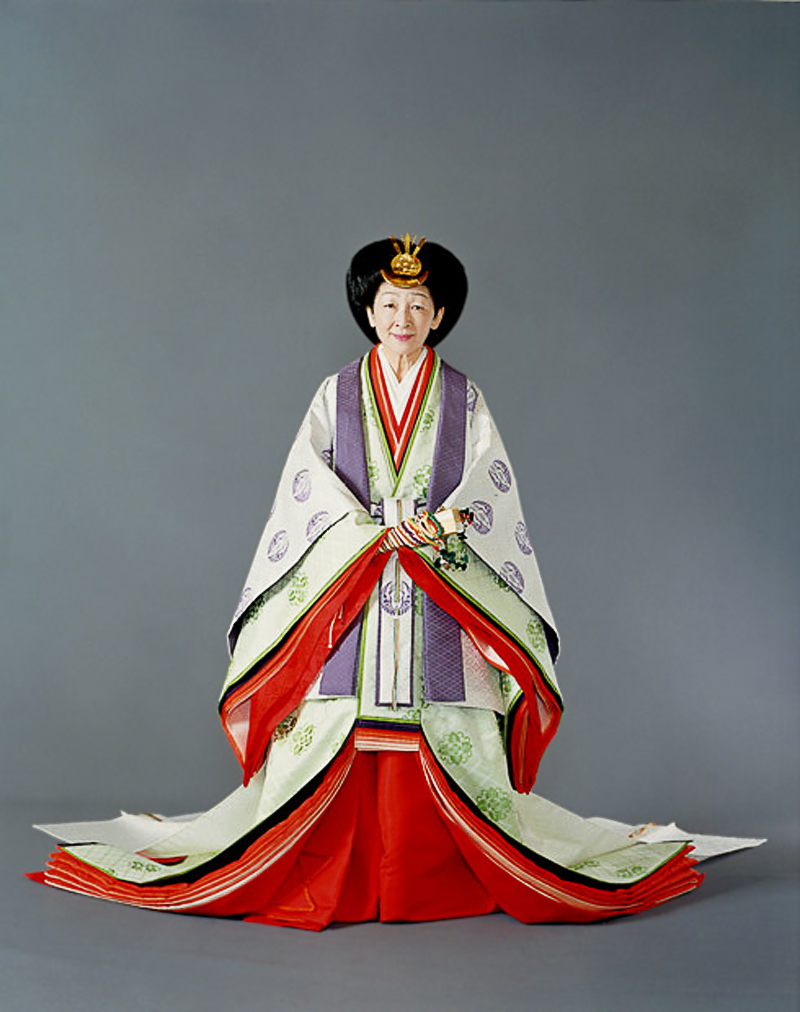
L'imperatrice Michiko in abiti cerimoniali per l'intronizzazione dell'imperatore Akihito.
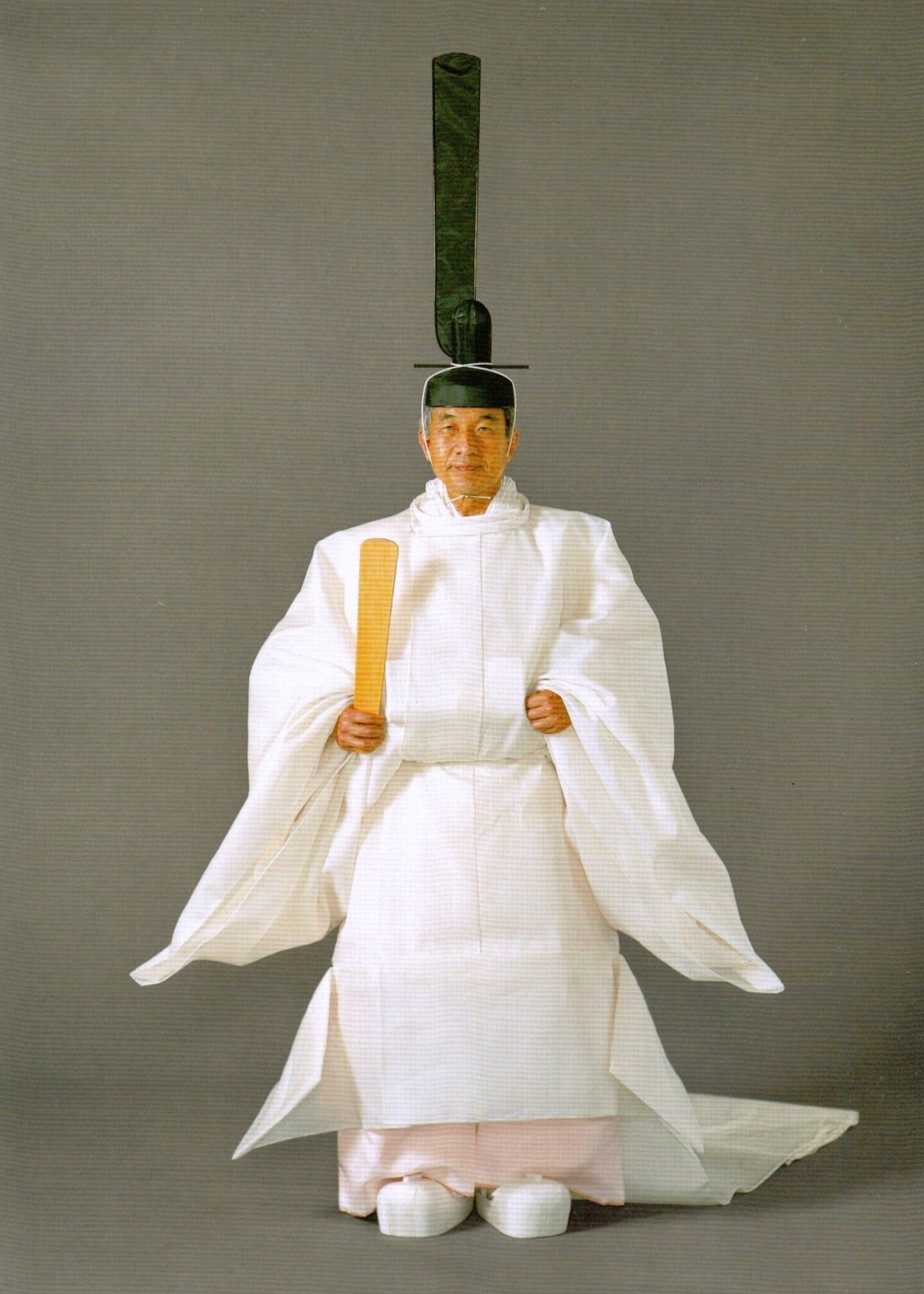
L'imperatore Akihito in abiti cerimoniali per il daijōsai.
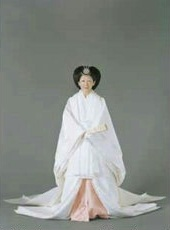
L'imperatrice Michiko in abiti cerimoniali per il daijōsai dell'imperatore Akihito.
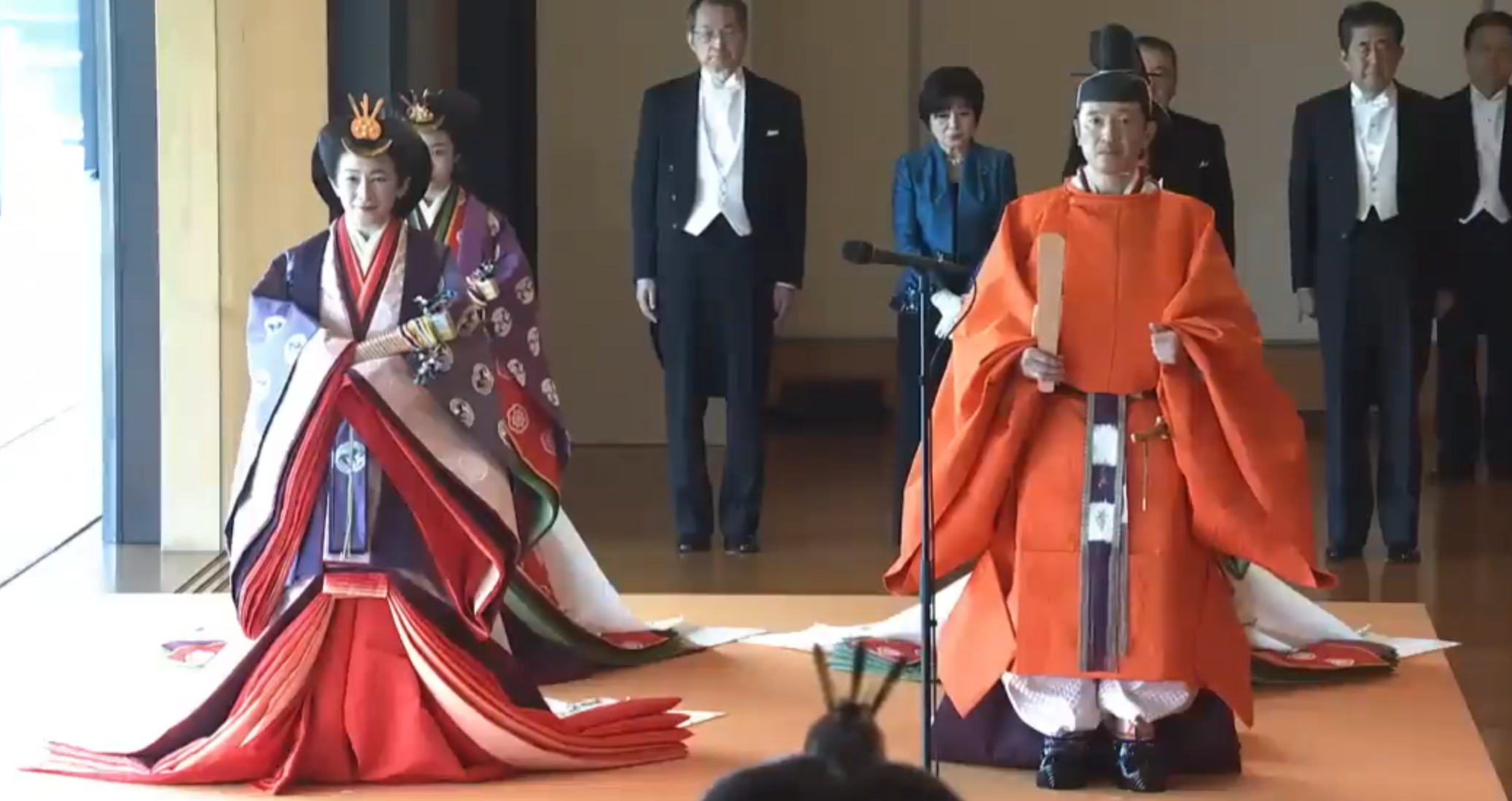
Il principe ereditario Fumihito e la principessa Kiko in abiti cerimoniali per l'intronizzazione dell'imperatore Naruhito.
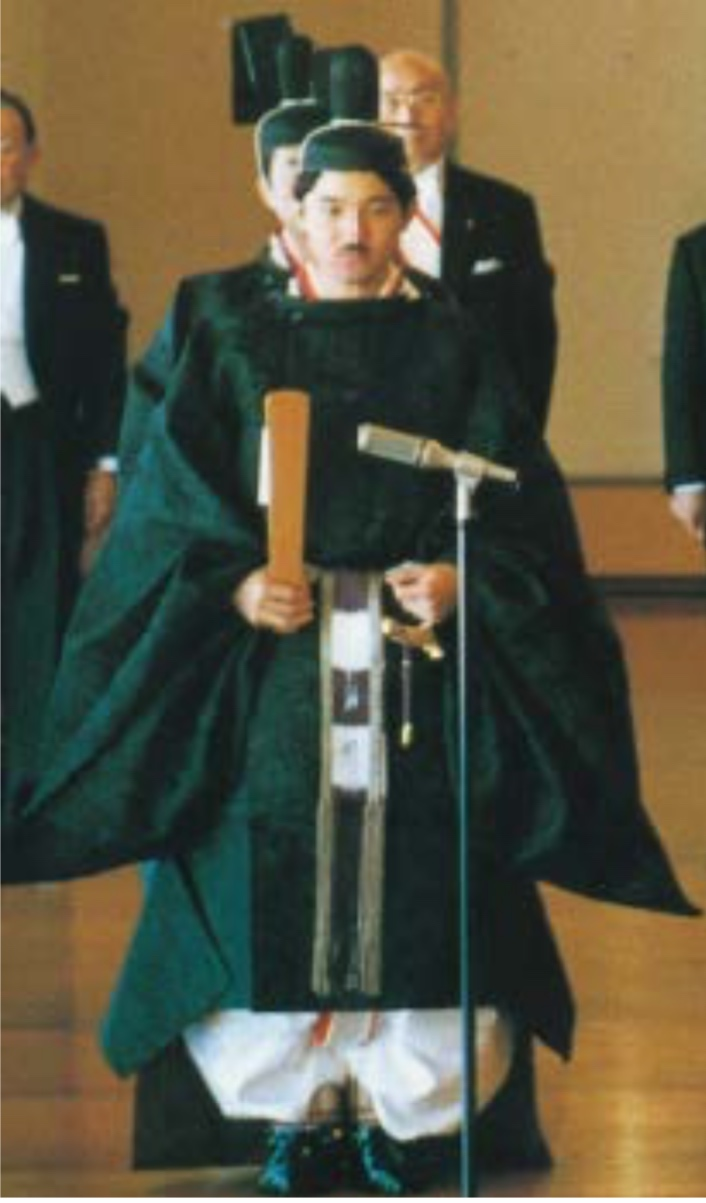
Il principe Fumihito in abiti cerimoniali per l'intronizzazione dell'imperatore Akihito.
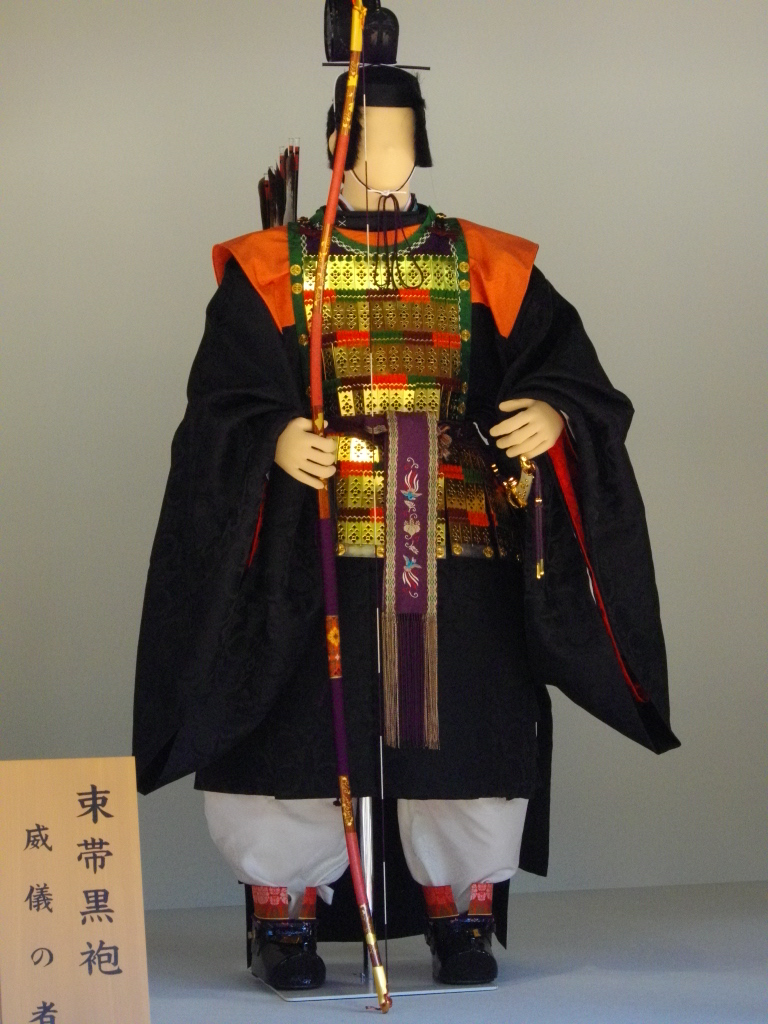
Abito nero per dignitari.
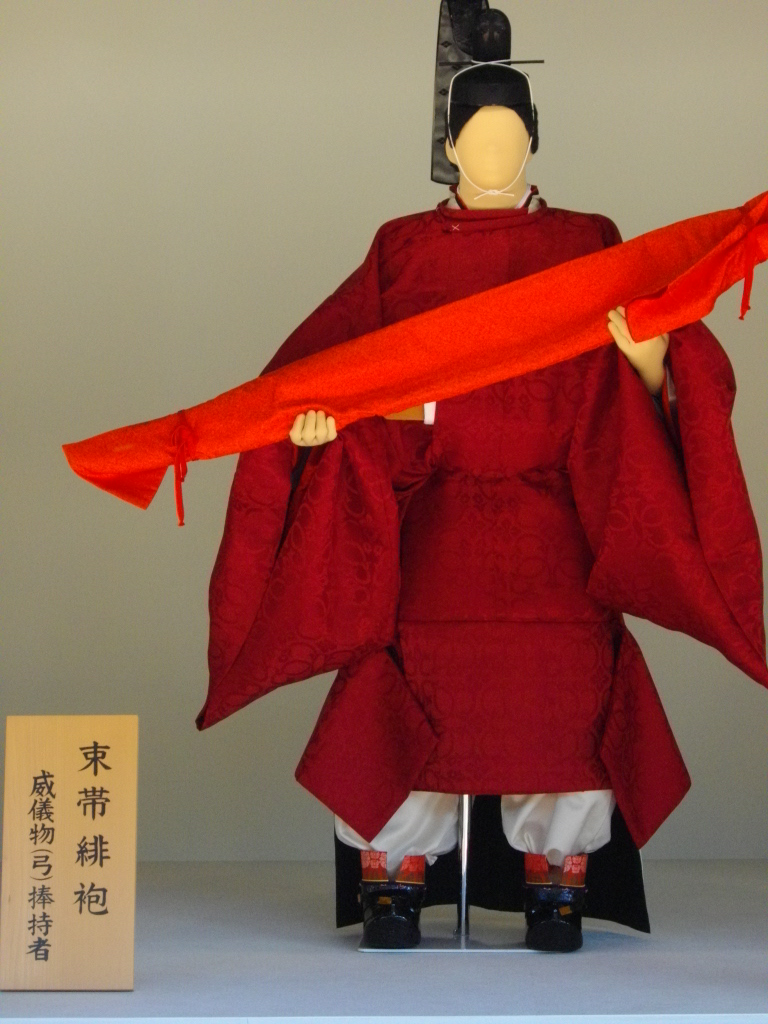
Abito rosso per portatore di arco.
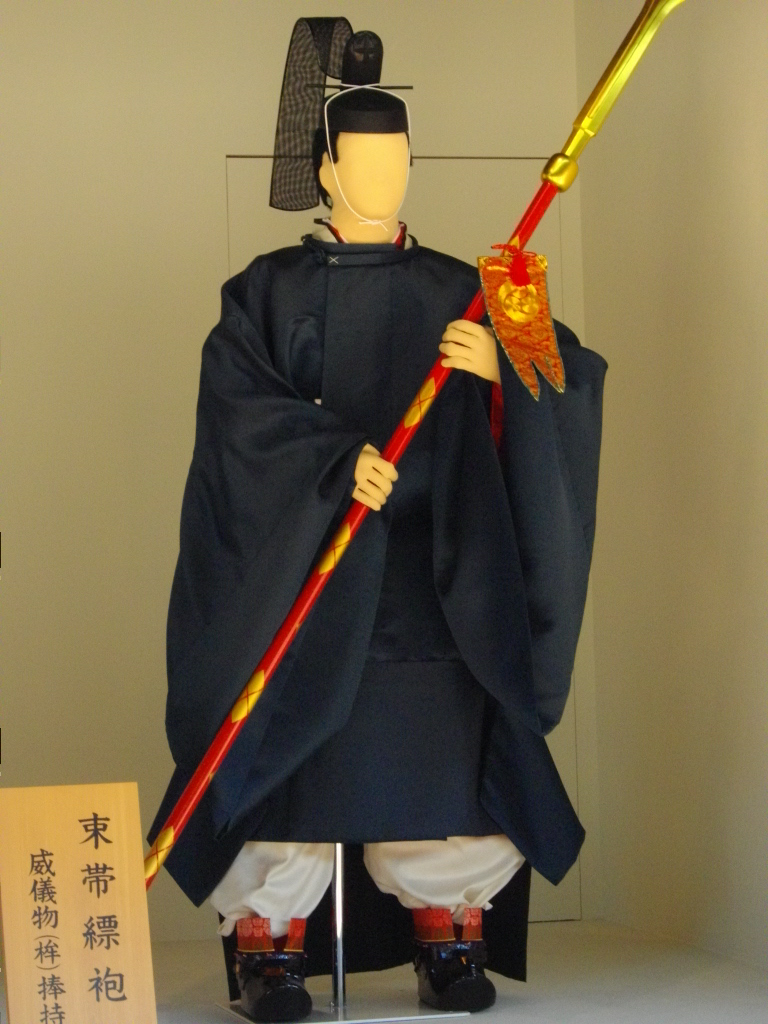
Abito blu per portatore di lancia.
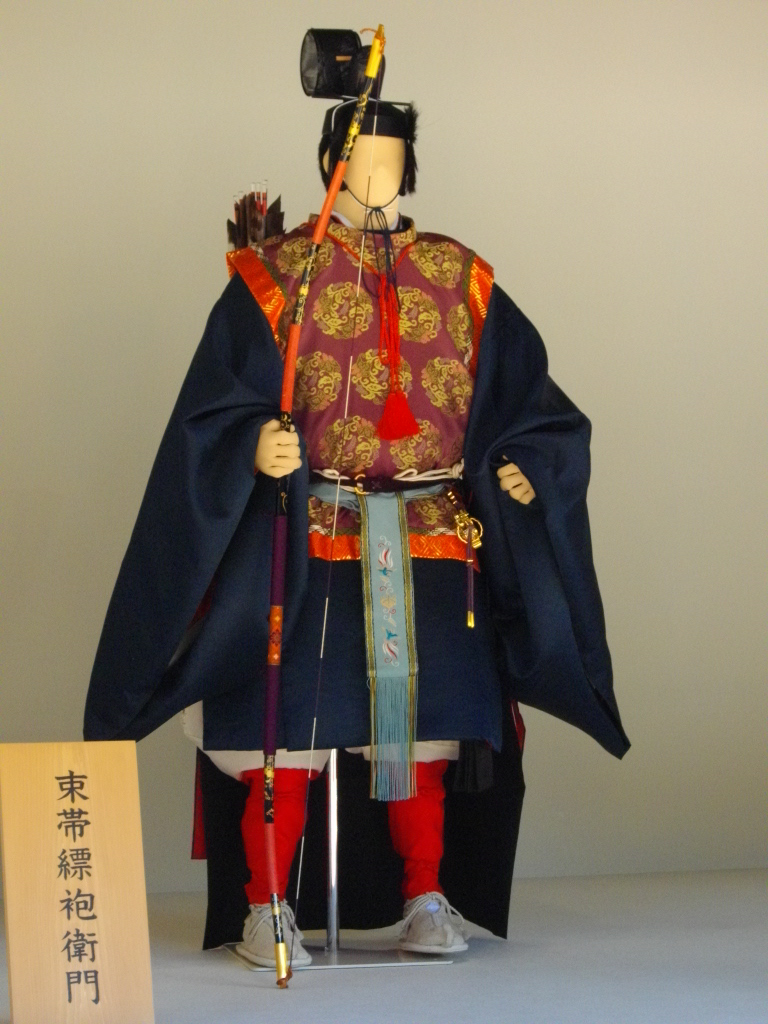
Abito blu per guardiano del cancello.
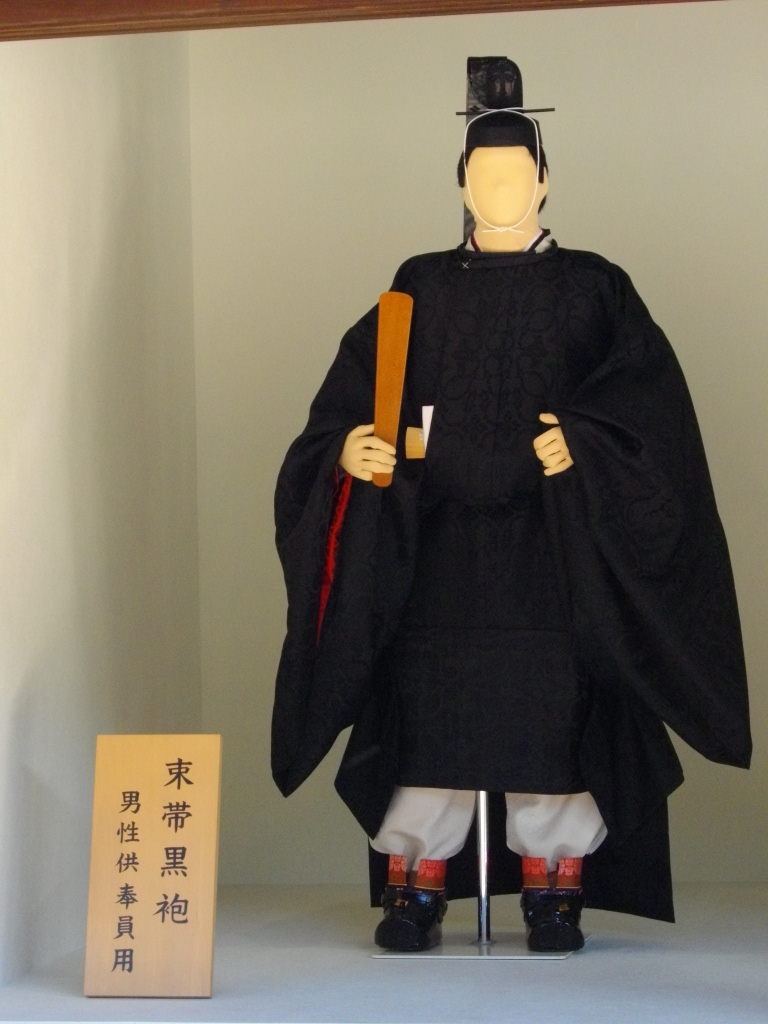
Abito maschile per addetti ai lavori.
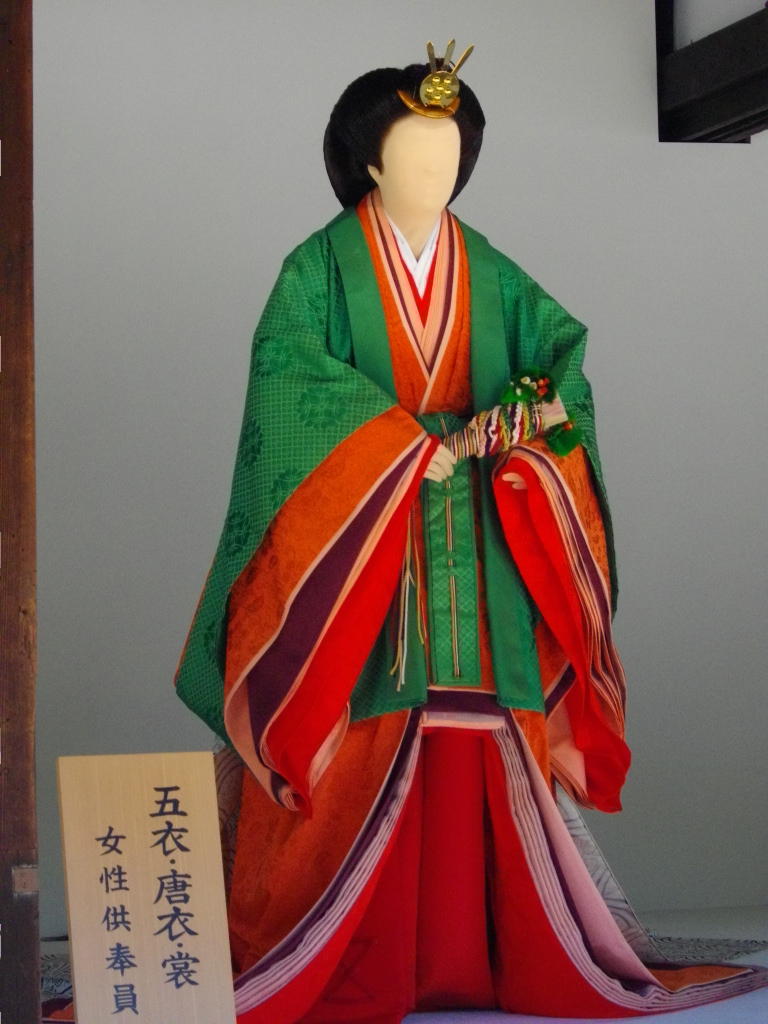
Abito femminile per addette ai lavori.
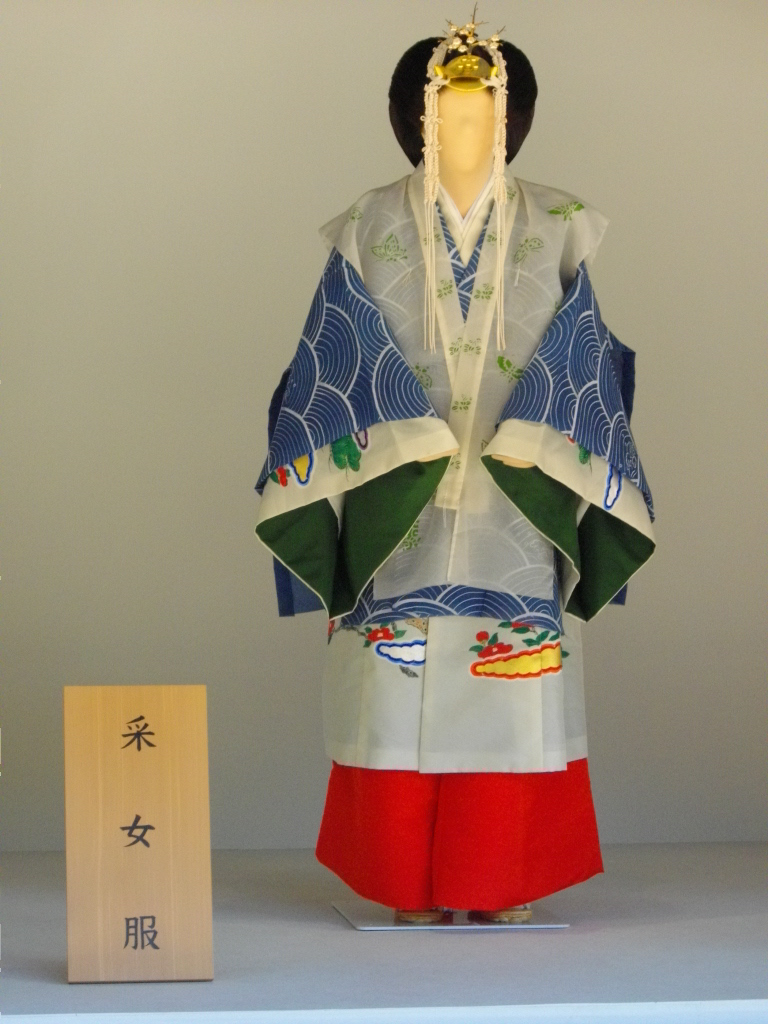
Abito da dama di corte per il daijōsai.
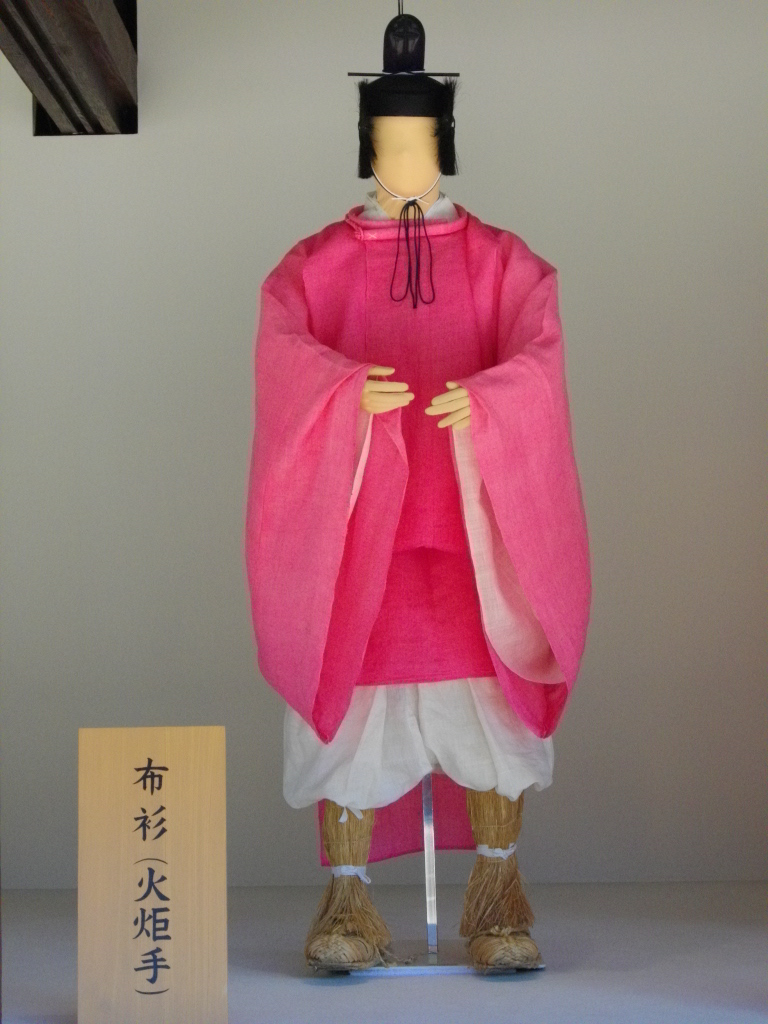
Abito da portatore di torcia per il daijōsai.
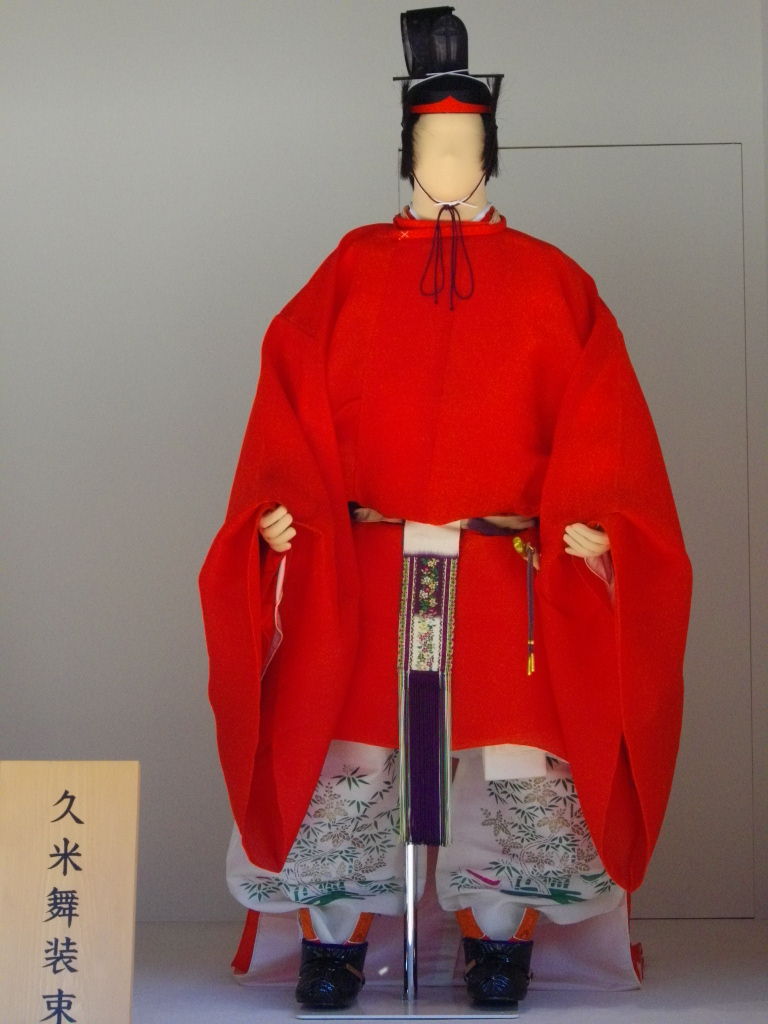
Abito da danzatore Kume.
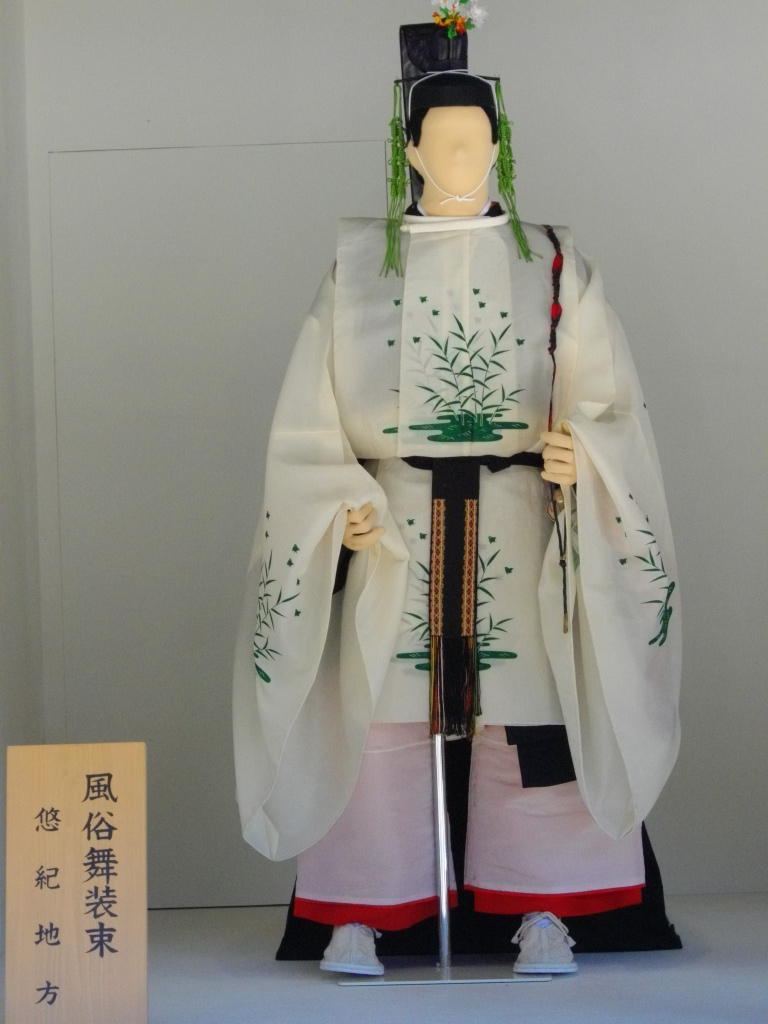
Abito da danzatore di Yuki.
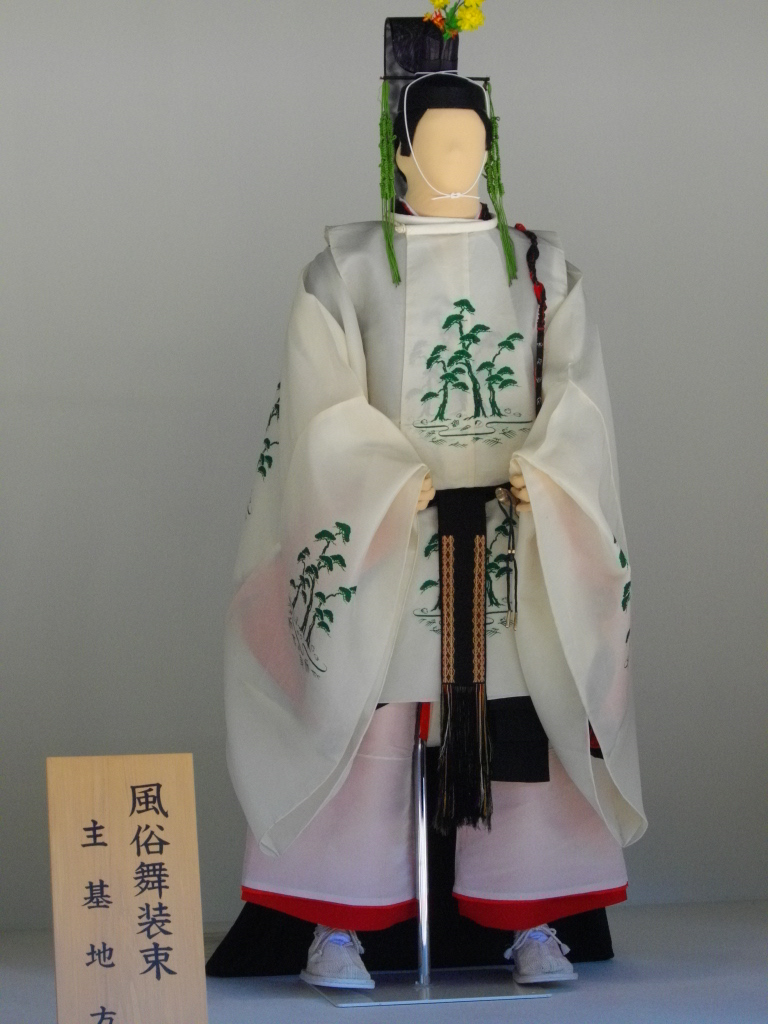
Abito da danzatore di Suki.
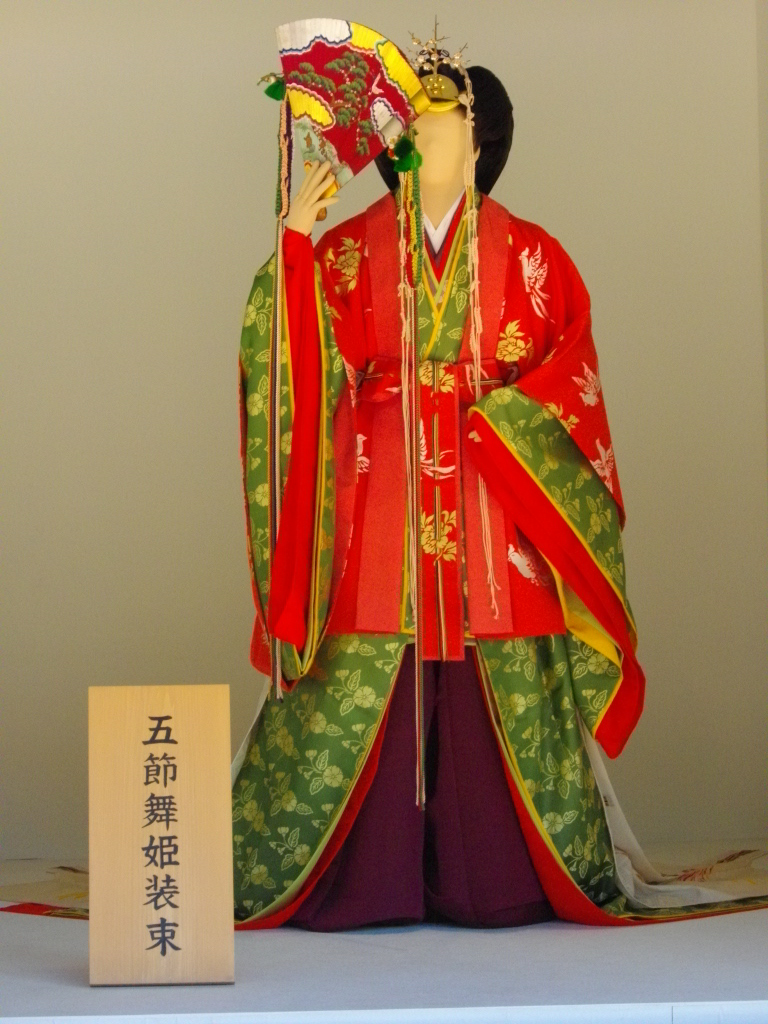
Abito da danzatrice Gosechi.